# سلحفاة الغالاباغوس
سُلَحْفاةُ غالاباغوس أو سُلَحْفاة الغالاباغوس العملاقة (باللاتينية: Chelonoidis nigra) هي أضخم كائن حي في فصيلة السلحفيات وتحتل المرتبة العاشرة بين أضخم الزواحف الحية على كوكب الأرض، حيث يفوق وزنها 400 كيلو غرام (880 باوند) ويتعدى طولها 1.8 متر (5.9 قدام)، وتُعد إحدى أطول الفقاريات عمرًا على وجه الأرض، حيث تعيش في البرية لمدة تزيد عن مائة عام، في حين سُجِّلت منها أفرادٌ عاشت على الأقل لمائةٍ وسبعين عام. يرجع أصل السلحفاة إلى الجزر السبع في أرخبيل غالاباغوس، وهو أرخبيل جزر بركاني يقع على بعد 1,000 كـم (620 ميل) غرب سواحل دولة الإكوادور في أمريكا الجنوبية، حيث عثر عليها المستكشفون الإسبان في القرن السادس عشر وأطلقوا عليها اسم galápago «غالاباغو» وهي كلمة إسبانية تعني سلحفاة.
يختلف حجم الدرقة وشكلها من سلحفاة لأخرى. ففي الجزر التي تسودها المرتفعات ذات الأجواء الرَّطبة تكون السلاحف كبيرة الحجم وقصيرة الرقبة وتكون الدرقة على شكل «القبة»، أما في الجزر ذات السهول الجافة فتكون السلاحف أصغر حجمًا وطويلة الرقبة وتكون الدرقة على شكل «السرج»، وقد لاحظ تشارلز داروين هذه الاختلافات في الرحلة البحرية الثانية للسفينة بيغل عام 1835 ميلاديًا، وقد أسهمت مشاهدة دارون ودراسته لهذه السلاحف في تكوين وبلورة فكرة نظرية التطور.
كان عدد سلاحف غالاباغوس يزيد عن ربع مليون سلحفاةٍ في القرن السادس عشر، إلا إنَّه انخفض إلى ما يقرب من ثلاثة آلاف سلحفاة فقط بحلول سبعينيات القرن العشرين، ويرجع السَّبب في ذلك إلى اصطياد هذه الفصيلة للحصول منها على اللحم والزيت، هذا بالإضافة إلى تدمير المأوى الطبيعي لهذه الكائنات لتوفير الأرض للزراعة، وأيضًا بسبب إدخال حيوانات أخرى لا تنتمي إلى الجزيرة مثل الفئران والماعز والخنازير. في الوقت الحاضر، لم تتبقَّى في البرية سوى عشرة سلالات فقط من سلالات سلحفاة غالاباغوس الخمسة عشر. وكان قد نجى فردٌ واحد من السلالة الحادية عشرة المعروفة باسم سلحفاة جزيرة بينتا، وتم الاحتفاظ به في محمية طبيعية وأُطلِقَ عليه اسم جورج الوحيد (Lonesome George)، إلا إنَّ سلالته انقرضت تمامًا بوفاته في شهر يونيو من عام 2012. أدت الجهود المبذولة في الحفاظ على سلحفاة غالاباغوس منذ القرن العشرين إلى إكثار الآلاف من صغار السلاحف في الأسر وإطلاقها إلى البرية للعيش في بيئتها الطبيعية، وبحلول مطلع القرن الواحد والعشرين تجاوز عددها في البرية 19,000 سلحفاة، وعلى الرغم من هذه القفزة العددية، يبقى هذا النوع طبقًا لتصنيف الاتحاد العالمي للحفاظ على الطبيعة غير مُؤمَّن من خطر الانقراض.

## التصنيف

### التصنيف الأولي
اكتشفت جزر الغالاباغوس في عام 1535 ميلاديًا، إلا أنها لم تظهر على خرائط جراردوس مركاتور وأبراهام أورتيليوس حتى عام 1570 ميلاديًا، وأُطلِقَ على هذه الجزر اسم «إينسولا دي لوس غالاباغوس» وهي عبارة إسبانيَّة تعني جُزر السلاحف في إشارةٍ إلى السلاحف العملاقة التي تعيش بها.
في بداية الأمر اعتقد الكثيرون أنَّ السلاحف العملاقة في المحيط الهندي (مثل سلحفاة ألدابرا العملاقة) هي من نفس فصيلة السلاحف الموجودة على جزر الغالاباغوس، حيث ظنَّ علماء الطبيعة الأوائل أن البحارة نقلوها عمداً من المحيط الهندي إلى هذه الجزر النائية، ففي عام 1676 ميلاديًا كان الأحيائي كلود بيرو يشير إلى الفصيلتين باسم «توغتيو دي إند» التي تعني سلحفاة الهند بالفرنسية وذلك قبل ظهور تصنيف كارولوس لينيوس، وفي عام 1783 ميلاديًا صَنَّفَ الألماني يوهان جوتلوب شنايدر جميع السلاحف العملاقة تحت اسم تيستودو إنديكا أي «السلحفاة الهندية»، وفي عام 1812 ميلاديًا أطلق أغسطس فريدريش شفايغر عليها اسم تيستودو جيكانتيا أي «السلحفاة العملاقة». وفي عام 1834 ميلاديًا قام كلٌ من عالمي الحيوان أندريه ماري كونستان دومري وغابرييل بيبرو بتصنيف سلاحف الغالاباغوس كفصيلة مستقلة بذاتها، وأسماها تيستودو نيغريتا أي «السلحفاة السوداء».

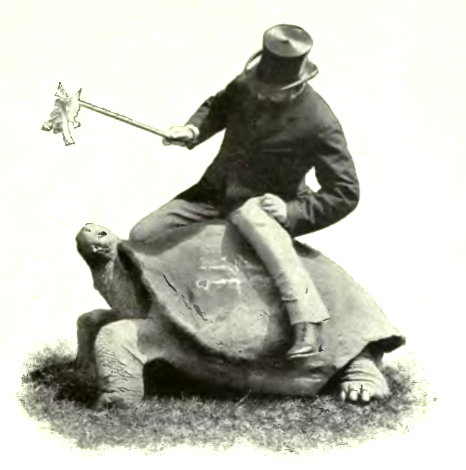
وولتر روتشيلد، مُصَنِّف اثنتين من سلالات سلحفاة غالاباغوس وهو يركب إحدى السلاحف.

### الاعتراف بوجود سلالات مختلفة
قام عالم الحيوان ألبرت غونتر الذي كان يعمل في المتحف البريطاني بعمل أول دراسة منهجية عن السلاحف العملاقة في عام 1875 ميلاديًا، حيث قام بتصنيف خمس سلالات مختلفة على الأقل من سلاحف غالاباغوس وثلاث أُخر من سلاحف جزر المحيط الهندي، وفي عام 1877 ميلاديًا، وسع غونتر قائمته إلى ست سلالات من سلاحف غالاباغوس، وأربع من أرخبيل سيشيل، وأربع من جزر المسكارين (Mascarenes)، حيث توضح نظرية غونتر أن السلاحف العملاقة جميعها تنحدر من سلالة أم واحدة انتشرت حول العالم عن طريق جسور يابسة تغمرها المياه، لكن بعد ذلك اتضح عدم صحة هذه النظرية؛ وذلك لأن جزر غالاباغوس وسيشل ومسكارين هي جزر بركانية حديثة المنشأ ولا ترتبط ببعضها البعض بجسورٍ يابسة، وينتشر الآن اعتقاد أن سلاحف غالاباغوس تنحدر من سلالة تنتمي لقارة أمريكا الجنوبية، في حين أن سلاحف المحيط الهندي تأتي من مدغشقر.
في نهاية القرن التاسع عشر، ميز كل من جورج باور (Georg Baur) ووولتر روتشيلد بين خمسة أنواع أخرى من سلالات سلاحف غالاباغوس، وفي عام 1906، جمعت أكاديمية كاليفورنيا للعلوم العينات وأعطتها للعالم جون فان دنبرغ (John Van Denburgh) ليقوم بدراستها، وقد قام بتصنيف أربع سلالات إضافية، واقترح نظرية وجود خمس عشرة سلالة ولا تزال قائمته تتصدر تصنيف سلاحف غالاباغوس، على الرغم من الاعتقاد السائد الآن عن وجود عشرة سلالات فقط من هذه الفصيلة.
الفصيلة الحالية وأسماء الجنس
تمت إعادة التسمية الحالية للفصيلة نيغرا وتعني («السوداء» – Quoy & Gaimard, 1824b) عام 1984 ميلاديًا وذلك بعد اكتشاف أن هذا هو الاسم العلمي الأقدم للفصيلة وليس الاسم الشائع آنذاك إيليفانتوبوس (ويعني «قدم الفيل» – هارلان، 1827)، ويوضح الوصف اللاتيني لكلٍ من كوا وغيمار استخدام لفظة نيغرا: "Testudo toto corpore nigro" وتعني «السلحفاة ذات الجسد الأسود بالكامل»، حيث قام كوا وغيمار بوصف سلحفاة الـنيغرا من عينة حية، غير أنه لا يوجد دليل على المنشأ المحدد لهذه العينة داخل جزر غالاباغوس، وتم اعتبار كاليفورنيا موطنًا لها. واقترح غارمان فكرة وصل لفظة نيغرا بالسلالة المنقرضة التي كانت تعيش على جزيرة فلوريانا، وفيما بعد، اعتبر بريتشارد أن هذه التسمية مناسبة، على الرغم من عدم دقتها، وذلك لتنجب زيادة الالتباس الناتج عن كثرة المصطلحات التي أُطلِقت على هذه الفصيلة، حتى أن الاسم العلمي الأكثر قدِمًا للفصيلة وهو كاليفورنيانا (ويعني «من كاليفورنيا» – كوا وغيمار، 1824) ويعتبر نومين أوبليتوم (nomen oblitum) وهو تعبير لاتيني يعني «اسم منسي».
فيما سبق، كان يُعتقد أن سلاحف غالاباغوس تنتمي لجنس الـجيوشيلونى (Geochelone) وهي ’السلاحف التقليدية‘ أو ’السلاحف الأرضية‘، وفي تسعينات القرن العشرين، أصبح الجنس الفرعي المعروف باسم شيلونويديز جنسًا مستقلاً بذاته استنادًا على دلائل تحليلات علم الوراثة العرقي وهو جنس يضم سلاحف أمريكا الجنوبية التي كانت تُدرج تحت جنس جيوشيلونى، ويُعد فرعا حيويا مستقلاً (فرع من شجرة الحياة)، وقد استخدم علماء عدة على قدر كبير من المعرفة هذه التسمية.
السلالات؛
لا يزال العلماء مختلفين حول العدد الدقيق لـسلالات سلاحف شيلونويديز نيغرا، ويقسمها البعض إلى خمس عشرة سلالة، وحاليًا توجد عشرة سلالات فقط تعيش في البرية، حيث توجد سلالة واحدة على كل جزيرة من الجزر التالية: سانتياغو، وسانتا كروز، وسانت كريستوبال، وبينزون، وإسبانيولا، بينما توجد خمس سلالات على جزيرة إيزابيلا، على الرغم من وجود خلافٍ حول صحة هذا الرقم وهو مرجحٌ للنقصان، وحاليًا تُعد السلالة الحادية عشرة والمعروفة باسم أبينجدوني من جزيرة بينتا سلالة منقرضة، حيث كان يمثلها فردٌ واحد فقط أُطلِقَ عليه اسم جورج الوحيد، وتُوفِّيَ جورج في الرابع والعشرين من شهر يونيو لعام 2012، وقد أُجريت محاولاتٌ عدة لتزويجه من إناثٍ من سلالاتٍ أخرى، غير أن البيض الناتج عن هذا التزاوج لم يفقس قط، ويُعتقد أن السلالة التي كانت تسكن جزيرة فلوريانا (سي. إن.  نيغرا) تم اصطيادها حتى انقرضت تمامًا بحلول عام 1850 ميلاديًا، وذلك بعد خمسة عشر عامًا من زيارة تشارلز داروين للجزيرة عام 1835، حيث لم يرَ أية سلحفاة حية هناك وإنما فقط بعض الدرق، وهناك جدلٌ حول وجود سلالة فانتاستيكا (phantastica) التي تقطن جزيرة فرناندينيا؛ حيث تم وصفها استنادًا على عينة واحدة قد تكون دخيلة على الجزيرة وليست من حيواناتها الأصلية.
قبل انتشار المعرفة عن الفروق بين السلالات المتباينة في الجزر والبراكين المختلفة (أحيانًا تُسمَّى أعراق)، كان يتم خلط المجموعات التي يتم أسرها بشكلٍ عشوائي في حدائق الحيوان، وقد أدى التزاوج بين السلالات الحيوانية المختلفة إلى ظهور أنسالٍ خصبة، إلا أن التزاوج بين السلالات المختلفة للسلاحف أدى إلى إنتاج سلالات أقل خصوبة وأقصر عمرًا من تلك التي تنتج عن التزاوج بين سلاحف السلالة الواحدة، كما أن السلاحف في القطعان المختلطة عادةً ما تتودد إلى أفرادٍ من سلالتها الخاصة.
لا يوافق الجميع على الأسماء العلمية التي تُطلق على السلالات المختلفة، في حين يعتبر بعضُ الباحثين أن كل سلالة تُعد فصيلة مستقلة بذاتها، حيت لم يتم الاستقرار بصورة كاملة حول الوضع التصنيفي للسلالات المختلفة.

أرخبيل غالاباغوس مشروحة بنطاقات سلالات سلاحف غالاباغوس المعروفة حاليًا، الجزر ذات السلالات الناجية مظللة.

## تاريخ التطور
تطورت جميع سلالات سلاحف غالاباغوس من سلالة أم واحدة وصلت من يابسة قارة أمريكا الجنوبية عن طريق الانتشار فوق سطح المياه، وكانت السلالة الأم الصغرى أنثى حامل أو زوجين من السلاحف، وتستطيع السلاحف أنْ تقطع رحلة بحرية في المحيط تمتد لمسافة ألف كيلومتر نظرًا لقدرتها على الطفو فوق الماء، حيث تتنفس عن طريق مد رقبتها فوق سطح الماء، بالإضافة إلى قدرتها على العيش لمدة شهور دون طعام أو ماء، ونظرًا لأن السلاحف ليست ماهرة في السباحة، من المحتمل أنَّ هذه الرحلة البحرية كانت لا إرادية تسبب فيها تيار هومبولت والمعروف أيضًا بتيار بيرو الذي ينحرف غربًا من اليابسة الرئيسية لقارة أمريكا الجنوبية باتجاه جزر غالاباغوس، ويُعْتَقَد أن السلالة الأم لجنس شيلونويديز قد هاجرت بالطريقة نفسها من شواطئ أفريقيا إلى أمريكا الجنوبية خلال حقبة الأوليجوسين.
وتُعد فصيلة السلحفاة الأرجنتينية والمعروفة بالاسم العلمي (شيلونويديز تشيلينسيس) (Chelonoidis chilensis) هي أقرب فصيلة حية لسلاحف غالاباغوس العملاقة على الرغم من أن الصلة بين الفصيلتين غير مباشرة، وهي عبارة عن فصيلة أصغر حجمًا تسكن أمريكا الجنوبية، ومن المحتمل أن هذا التباين بين فصيلتي سي تشيلينسيس وسي نيغرا قد حدث منذ ما بين ستة إلى اثنى عشر مليون عام، وهو حدث تطوري سبق التشكيل البركاني لجزر غالاباغوس الحديثة الذي وقع منذ خمسة ملايين عام، حيث يوضح تحليل الـحمض نووي للمتقدرات أن السلاحف استعمرت أولاً أقدم هذه الجزر (وهما جزيرتي إسبانيولا وسانت كريستوبال)، ثم امتدت هذه السلالات بعد ذلك إلى الجزر الأحدث عهدًا عن طريق الانتشار على شكل أحجار بارزة في المياه باستخدام التيارات المائية المحلية، وفيما بعد تسبب انسياب المورثات المحدود بين الجزر المنعزلة في تطور كل سلالة بصورةٍ مستقلة إلى الأشكال المتباينة للسلالات الحديثة، وتتشابه هذه العلاقات التطورية بين السلالات مع التاريخ البركاني لجزر غالاباغوس.

### أصول السلالات

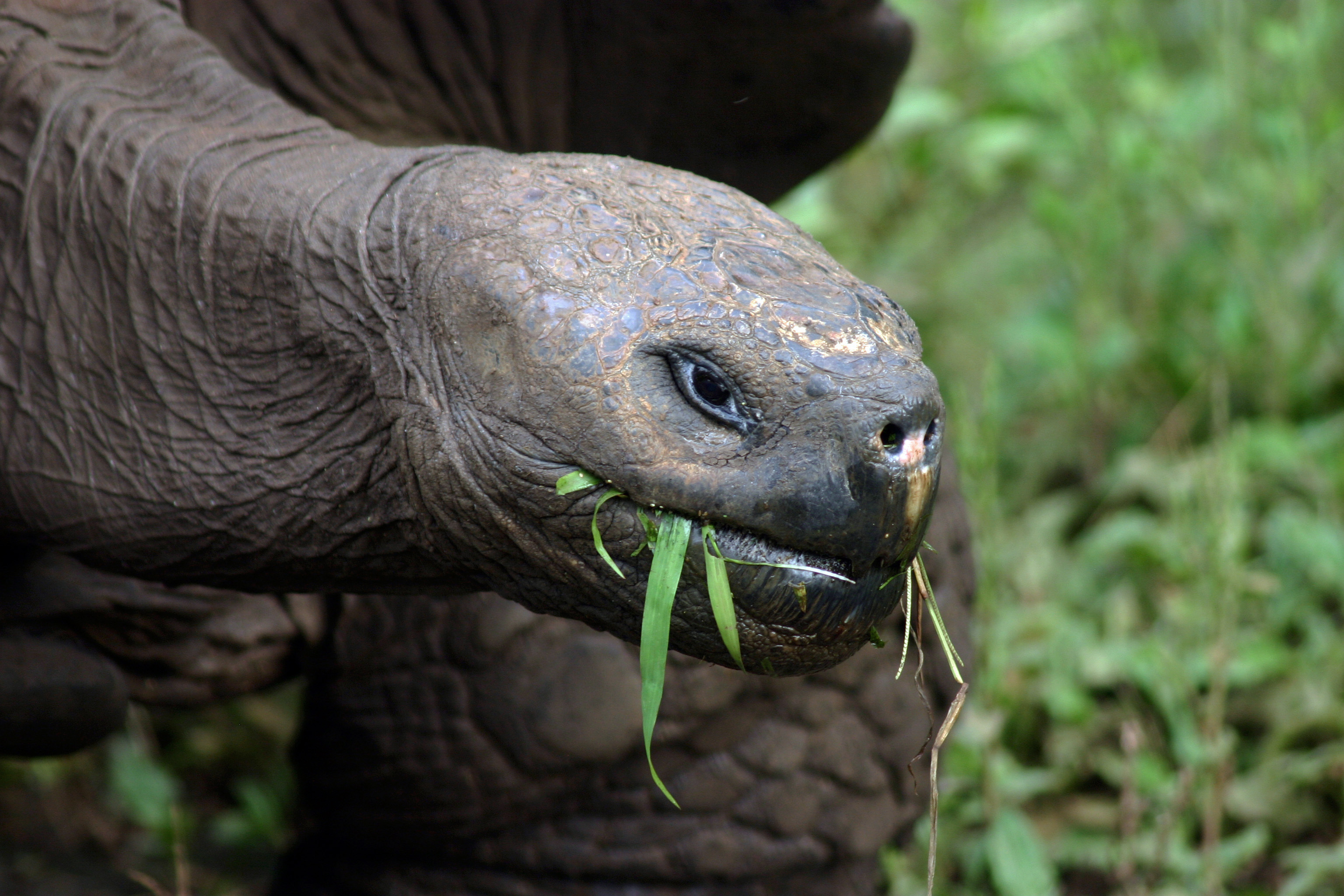
صورة لسلحفاة غالاباغوس من سلالة (شيلونويديز نيغرا بورتيري) (Chelonoidis nigra porteri) وهي تتغذى على جزيرة سانتا كروز

وقد كشفت تحليلات الحمض النووي (DNA) عن معلومات جديدة حول العلاقات بين سلالات سلاحف غالاباغوس:
جزيرة إيزابيلا
تُعد الأنواع الخمسة التي تعيش على جزيرة إيزابيلا، أكبر جزر أرخبيل غالاباغوس، هي الأكثر جدلاً على الإطلاق، وذلك من حيث كونها سلالاتٍ حقيقية لسلاحف غالاباغوس أو أنواعٍ مستقلة، ويقر الكثيرون أن نوع السلاحف التي تعيش على بركان «وولف» في أقصى شمال الجزيرة مستقل وراثيًا عن الأنواع الأربعة الموجودة في جنوبها وبالتالي تُعد سلالة منفصلة، ويُعتقد أنها انحدرت عن أنواع تختلف عن الأربعة الأُخر، فعلى ما يبدو أن أنواع من جزيرة سانتياغو قد استوطنت هذا الجزء من جزيرة إيزابيلا مؤديةً إلى ظهور سلالة بركان وولف المعروفة بالاسم العلمي (سي إن بيكي) (C. n. becki)، في حين يُعتقَد أن الأنواع الجنوبية الأربعة انحدرت من أنواعٍ أتت من جزيرة سانتا كروز الجنوبية، ويُعتقَد أيضًا أن سلاحف جزيرة سانتا كروز استوطنت أولاً بركان «سييرا نيغرا» أو «الجبال السوداء» وهو أول بركان تشكل على جزيرة إيزابيلا، بعد ذلك انتشرت السلاحف شمالاً باتجاه البركانين حديثي المنشأ، الأمر الذي أدى إلى ظهور نوع بركان ألسيدو ثم نوع بركان داروين، وتوضح نتائج وراثية حديثة أن هذين النوعين مختلفان وراثيًا عن بعضهما البعض وأيضًا عن النوع الذي يعيش على سييرا نيغرا والمعروف بالاسم العلمي (س إن غونتري) (C. n. guentheri)، وكوّن هذان النوعان بدورهما سلالتي سي إن فاندنبرغي (C. n. vandenburghi) ببركان ألسيدو وسي إن ميكروفيس (C. n. microphyes) ببركان داروين، ويُعتقد أن النوع الخامس الموجود على البركان الواقع أقصى جنوب الجزيرة والمعروف بالاسم العلمي (سي إن فيسينا) (C. n. vicina) قد انحدر حديثًا عن النوع الموجود ببركان سييرا نيغرا وبالتالي ليس مختلفًا وراثيًا عنه على عكس النوعين الآخرين، وتُعد جزيرة إيزابيلا الجزيرة الأحدث في أرخبيل غالاباغوس من حيث التكوين، لذلك فإن أنواع السلاحف التي تسكنها كان وقت تطورها أقصر من وقت تطور تلك الأنواع الموجودة على الجزر الأخرى، ولكن وفقًا لبعض الباحثين تُعد هذه الأنواع مختلفة وراثيًا ويجب أن تُعتبر سلالات منفصلة.
جزيرة فلوريانا
قد تساعد تحليلات النشوء والتطور في «إعادة إحياء» سلالة سلاحف (نيغرا) المنقرضة في جزيرة فلوريانا، وهي سلالة تم التعرف عليها فقط عن طريق بقايا الحفريات، وقد وجد أن سلاحف جزيرة إيزابيلا مماثلة جزئيًا للتشكيل الجيني أو الوراثي لعينات جزيرة فلوريانا المأخوذة من مقتنيات المتحف، الأمر الذي يشير إلى احتمالية وجود هجائن من نوعٍ قام البشر بنقله من جزيرة فلوريانا إلى جزيرة إيزابيلا، حيث قاموا بنقل هذه السلاحف عن قصدٍ بين الجزر أو قاموا بإلقائها من على سطح السفن لتخفيف الحمولة، وقد تم تحديد تسعٍ من ذريات السلاحف المنحدرة من جزيرة فلوريانا في الأنواع المأسورة في مركز (فاوستو يرينا) على جزيرة سانتا كروز، وتم تعريف البصمة الوراثية لها وتبين من المجين الوراثي أنها ذريات هجينة، الأمر الذي يسمح باحتمالية إعادة إنشاء السلالات عن طريق استيلاد انتقائي من الحيوانات الهجينة، علاوة على ذلك، من المحتمل وجود حيوانات حية من هذه السلالات، وقد وجد التحليل الوراثي لعينة من سلاحف بركان وولف أربعةً وثمانين جيلاً من هجائن سلاحف نيغرا يقل عمرُ بعضها عن خمسة عشر عامًا، حيث يُقدَر أن التنوع الوراثي لهذه الحيوانات قد تطلب ثمانية وثلاثين أبًا من سلالة نيغرا، ومن المحتمل أن يكون العديد من أولئك الآباء ما زال على قيد الحياة بجزيرة إيزابيلا.
جزيرة بينتا

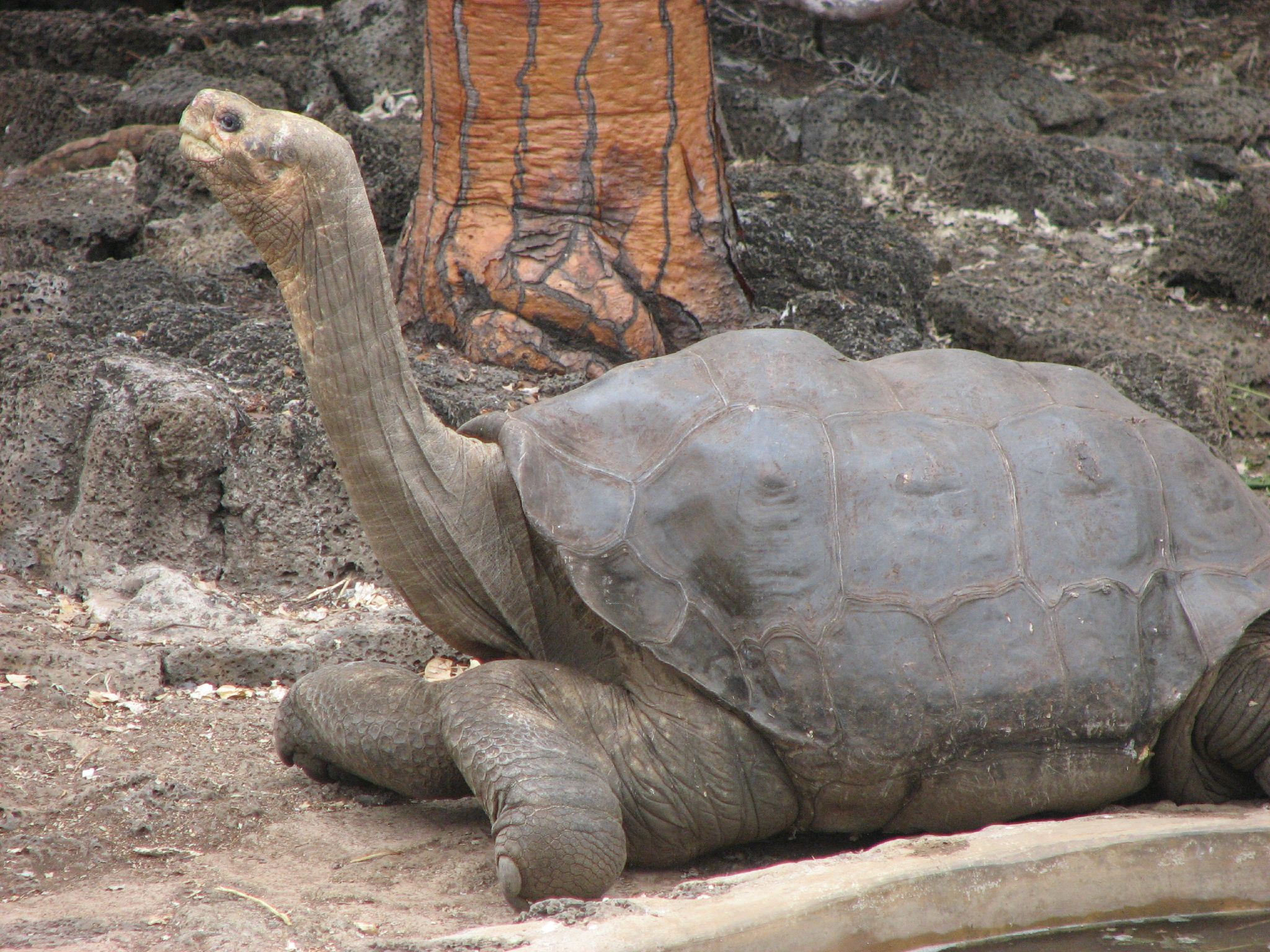
شيلونويديز نيغرا أبيندجوني صورة للسلحفاة جورج الوحيد في مركز أبحاث تشارلز داروين, عام 2006.

تم اكتشاف أن سلالة سلاحف جزيرة بينتا والمعروفة باسم (أبيندجوني)، وهي حاليًا سلالة منقرضة، تتصل بشكلٍ قريب جدًا إلى سلالتي (تشاتامينسيس) (chathamensis) و (هودينسيس) (hoodensis) الموجودتين على جزيرتي سانت كريستوبال وإسبانيولا على التوالي، وتقع هاتان الجزيرتان على بعد ثلاثمائة كيلومتر (190 ميل) من جزيرة بينتا، كما اتضح أن صلة قرابتها بهذه السلالات أقرب من صلتها بتلك الأنواع الموجودة على جزيرة إيزابيلا المجاورة وذلك على عكس الاعتقاد السابق، وقد نتجت صلة القرابة هذه نتيجة التيار المحلي القوي القادم من جزيرة سانت كريستوبال باتجاه جزيرة بينتا، وقد أفاد هذا الاكتشاف محاولات الحفاظ على نسل سلالة أبيندجوني وأيضًا في البحث عن زوجة مناسبة للسلحفاة جورج الوحيد الذي كان قد تم جمعه بإناثٍ من جزيرة إيزابيلا، حيث ازداد الأمل بعد اكتشاف ذكر هجين من سلالة أبيندجوني يعيش ضمن نوع سلاحف بركان وولف شمال جزيرة إيزابيلا، مما يثير احتمال وجود المزيد من الذريات الحية لجزيرة بينتا لم يتم اكتشافها بعد.
جزيرة سانتا كروز؛
تشير دراسات الحمض النووي الميتوكوندري لسلاحف جزيرة سانتا كروز إلى وجود ثلاثة أنسال مختلفة وراثيًا في توزيعات القطعان غير المتداخلة قبالة مناطق سيرّو منتوترّا وسيرّو فاتال ولاكاسيتا، وعلى الرغم من أن هذه الأنسال الثلاثة حاليًا تندرج تحت سلالة واحدة هي (بورتيري)، إلا أنها أقرب وراثيًا إلى السلاحف الموجودة على الجزر الأخرى منها إلى بعضها البعض: حيث إن سلاحف منطقة سيرّو منتوترّا أكثر صلةً إلى سلالة دنكانينسيس (duncanensis) من جزيرة بينزون، في حين تتصل سلاحف سيرّو فاتال بسلالة تشاتامينسيس من جزيرة سانت كريستوبال، كما تتصل سلاحف منطقة لاكاسيتا بالسلالات الأربعة الجنوبية لجزيرة إيزابيلا.
سلالات مشكوك في وجودها؛
تم وصف سلالات توجد بثلاث جزر أخرى إلا أن وجودها مبني على أدلة ضعيفة، حيث تم وصف السلالة المزعومة لـجزيرة رابيدا والمعروفة بالاسم العلمي (والاتشي) (wallacei) من عينة واحدة فقط قامت أكاديمية كاليفورنيا للعلوم بجمعها في عام 1906، وفُقِدَت منذ ذلك الحين، ومن المحتمل أن هذه العينة هي سلحفاة دخيلة على جزيرة رابيدا ظلت حبيسة عليها بالقرب من مرسى جيد، حيث لا تشير السجلات المعاصرة لعمليات الإبحار وصيد الحيتان إلى أية عمليات لنقل السلاحف من على هذه الجزيرة، كذلك فإن سلالة فانتاستيكا تم التعرف عليها من عينة واحدة فقط — بالإضافة إلى ذكرٍ عجوز تم التقاطه خلال رحلة عام 1906 البحرية، ولم يتم إيجاد أية سلاحف أو بقايا لها على الجزيرة، الأمر الذي يُرجح أن هذه العينة هي سلحفاة دخيلة على الجزيرة من مكانٍ آخر. لم يقم البشر أية مستعمرات على جزيرة فرناندينا ولم تستوطنها أية من الثدييات الوحشية، لذلك في حال وجود مثل هذه السلالة فمن الضروري أن انقراضها يرجع إلى أسبابٍ طبيعية مثل النشاطات البركانية، ولا يوجد اسم علمي لسلالة «سانتا فيه»، وقد تم وصفها من خلال عددٍ محدود من الأدلة وُجِدَت على الجزيرة عام 1906 مثل فتات عظام لأربع عشرة سلحفاة (من غير الدرق والتي تعد الجزء الأكثر صلابةً)، وبعض البيض والروث القديم، ولم يسكن البشر هذه الجزيرة كما لم يتم إدخال أي حيواناتٍ مفترسة إليها، ويُعتقد أن هذه البقايا ترجع لسلاحفٍ دخيلة على الجزيرة، حيث من المحتمل أن هذه السلاحف كانت تعسكر في مجموعاتٍ عند المرسى الجيد على شواطئ الجزيرة.

## الوصف
تمتلك السلاحف درعا عظميًا كبيرًا (يُعرف أيضًا باسم الدرقة) ذا لونٍ بني باهت، حيث تلتحم الصفائح القرنيّة للدرقة بضلوع السلحفاة كجزءٍ لا يتجزأ من هيكلها العظمي بشكلٍ يكفل لها الحماية القصوى، ويمكن أن تنمو الـأشنيات (نوع من النبات) على درق هذه الحيوانات بطيئة الحركة، وتحتفظ السلاحف بقالبٍ محدد من الـتروس (طبقة من الدرقة) على درقها في جميع مراحل حياتها، على الرغم من أن خطوط النمو السنوية تُعد بلا فائدة في تحديد عمر السلحفاة وذلك بسبب تآكل الطبقات الخارجية مع مرور الزمن، وتستطيع السلحفاة أن تسحب رأسها ورقبتها وأطرافها الأمامية إلى داخل الدرقة لحماية نفسها، وتتميز أرجل السلاحف بشكلها القصير والسميك، وتغلفها طبقة من الجلد الجاف والحراشيف الصلبة، وتوجد خمسةُ مخالب في الأرجل الأمامية، في حين توجد أربعة فقط في الأرجل الخلفية.

### العملقة
في عام 1535 ميلاديًا، كتب الأسقف توماس دي بيرلانغا أسقف بنما ومكتشف جزر غالاباغوس عن «سلاحف ضخمة تستطيع حمل رجل على ظهورها»، وبعد ذلك بثلاثة قرون، قام عالم الطبيعة تشارلز داروين برحلة إلى جزر غالاباغوس وأشار قائلاً «هذه الحيوانات تنمو بأحجام ضخمة...حتى أن بعضها ثقيل للغاية بحيث يتطلب حملها من على الأرض ستة أو ثمانية رجال»، حيث تعدت أوزان السلاحف المقيدة الأكبر حجمًا 400 كيلوغرام (880 رطل) وبلغت أطوالها 1.7 متر (6.1 أقدام)، ومن المحتمل أن عملقة هذه السلاحف كانت حالة من التأقلم المسبق من أجل نجاح معيشتها على هذه الجزر المحيطية النائية وليست مثالاً على التطور الملحوظ في العملقة الناتجة عن العيش في الجزر المعزولة، وتستطيع السلاحف الضخمة أن تنجو من الرحلة البحرية التي تبدأ من اليابسة وتستمر فوق سطح الماء، حيث بمقدورها أن ترفع رؤوسها على ارتفاعات عالية فوق الماء، هذا بالإضافة إلى صغر معدل مساحة السطح بالنسبة للحجم الخاص بها، والذي يقلل بدوره من فقد الخاصية الأسموزية للمياه مؤديًا إلى زيادة معدلات الطفو، وتتميز السلاحف بقدرة عالية على الاحتفاظ بالماء والدهون داخل أجسامها، الأمر الذي يساعدها على النجاة خلال المدة الطويلة التي تستغرقها في عبور المحيط دون طعامٍ أو ماء، كما تساعدها هذه القدرة في تحمل مناخ الجزر الذي تتخلله فصولٌ من الجفاف، كذلك فإن ضخامة أحجامها تساعدها في تحمل درجات الحرارة شديدة التقلب وذلك بفضل خاصية الاستحرار الداخلي التي تتميز بها الكائنات العملاقة [خاصية تقلل من اكتساب أو فقد الحرارة بسهولة]، وقد تم وصف حفريات لسلاحف ضخمة من يابسة قارة أمريكا الجنوبية بشكلٍ يدعم صحة فرضية العملقة من أجل التأقلم المسبق.

### شكل الدرقة
سلاحف غالاباغوس هي النسل الوحيد من السلاحف العملاقة التي تتميز بأنواع وأشكال مختلفة للدرق، وتُطلَق مجموعةٌ كبيرة من المفردات على أشكال الدرقة بدءًا من الشكل «السرجي» (في إشارة إلى تقوس الحافة الأمامية للدرقة بشكل يشبه السرج) وصولاً إلى الشكل «المقبب» (في إشارة إلى تحدب سطح الدرقة الدائري على شكل القبة)، فحين تسحب السلحفاة ذات الدرقة السرجية رأسها وأطرافها الأمامية إلى الداخل، تبقى فجوةٌ كبيرة فوق رقبتها بدون حماية، وهذا يبرهن غياب الحيوانات المفترسة في الوقت الذي تطور فيه هذا الشكل، ولا توجد ثنائية الدرقة «السرجية» والدرقة «المقببة»، إلا أن بعض السلاحف تكون من نوع وسيط يجمع بين صفات من كلتيهما، وتتميز الجزر الكبيرة ذات المرتفعات الرطبة والتي يتعدى ارتفاعها 800 متر (2600 قدم) مثل جزيرة سانتا كروز بغطاءٍ نباتي كثيف، وتنمو السلاحف التي تربى في هذه البيئات بأحجام أكبر وتكون درقها «مقببة» الشكل، كما تكون رقابها وأطرافها أقصر طولاً، في حين تنشأ السلاحف ذات الدرقة «السرجية» على الجزر الأصغر ذات الموائل الجافة والتي يقل ارتفاعها عن 500 متر (1600 قدم) (مثل جزيرتي إسبانيولا وبينزون) حيث يقل الطعام والموارد الأخرى.
الأثار التطورية؛
بالإضافة إلى الرقبة والأرجل الطويلة نسبيًا، يُعتقد أن الشكل «السرجي» المميز للدرقة هو طريقة للتكيف من أجل زيادة قدرة السلحفاة على الوصول للأشياء عموديًا بحيث تستطيع رؤية النباتات الطويلة مثل أشجار الصبار الشوكي (شجرة التين الشوكي) التي تنمو في البيئات الجافة، وتفضل السلاحف ذات الدرق «السرجية» البقاء على الأرض وحجمها أصغر من حجم الأنواع ذات الدرق «المقببة»، وقد يرجع هذا إلى قلة موارد الغذاء في بيئاتها، في حين أن السلاحف الأكبر حجمًا تُعد أكثر ملائمةً لأجواء المرتفعات وذلك لقدرتها على مقاومة درجات الحرارة المنخفضة عند وجود طبقاتٍ من رُكام السحب أو الضباب.
وتوجد فرضية أخرى حول الشكل «السرجي» للدرقة، فبدلاً من أن يكون هذا الشكل طريقة تأقلم للحصول على الطعام، قد يكون هذا الشكل المميز والأطراف الأكثر طولاً من السمات الثانوية للاصطفاء الجنسي عند ذكور السلاحف ذوي الدرق «السرجية»، حيث تتم تسوية النزاع القائم بين الذكور على الإناث من خلال فرض السيطرة المتمثلة في الارتفاع العمودي للرقبة بدلاً من حجم الجسم (أنظر أدناه)، كما اتضح من الملاحظات أيضًا أن الذكور ذوي الدرق «السرجية» أكثر عدائيةً من الذكور ذوي الدرق «المقببة»، ومن المحتمل أن هذا الشكل غير الاعتيادي للدرقة وطول الأطراف هو حل تطوري وسط بين حاجة هذه السلاحف للأجسام الصغيرة لملائمة حالة المناخ الجافة واحتياجها لمد رقبتها عموديًا لفرض سيطرتها أثناء عملية التزاوج.
ويبدو أن أشكال الدرقة «السرجية» قد تطورت بشكل مستقل عدة مرات في البيئات الجافة، بما أن التشابه الوراثي بين الأنواع المختلفة لا يتوافق مع شكل الدرقة، وبالتالي، ليس من الضروري أن تكون السلاحف ذات الدرق «السرجية» أكثر صلةً ببعضها البعض منها إلى أقرانها ذات الدرق «المقببة»، بما أن شكل الدرقة لا تحدده العوامل الوراثية بل العوامل البيئية.
مثنوية الشكل الجنسية
تتضح مثنوية الشكل الجنسية بشكل جلي في قطعان السلاحف ذات الدرق «السرجية» حيث تتميز الذكور بوجود فتحات أمامية في الدرقة أكثر علوًا وانحناء تعطيها شكلاً مماثلاً تمامًا للسرج، وتتميز الذكور في كل الأنواع بذيل أطول من الإناث في حين تكون درقها السفلية مقعرة الشكل وأقصر طولاً مع وجود نتوءات سميكة على الحافة الخلفية لتسهيل عملية التزاوج، وعادةً تكون الذكور أكبر حجمًا من الإناث حيث يزن الذكر البالغ حوالي حوالي 272–317 كيلو .

## السلوك

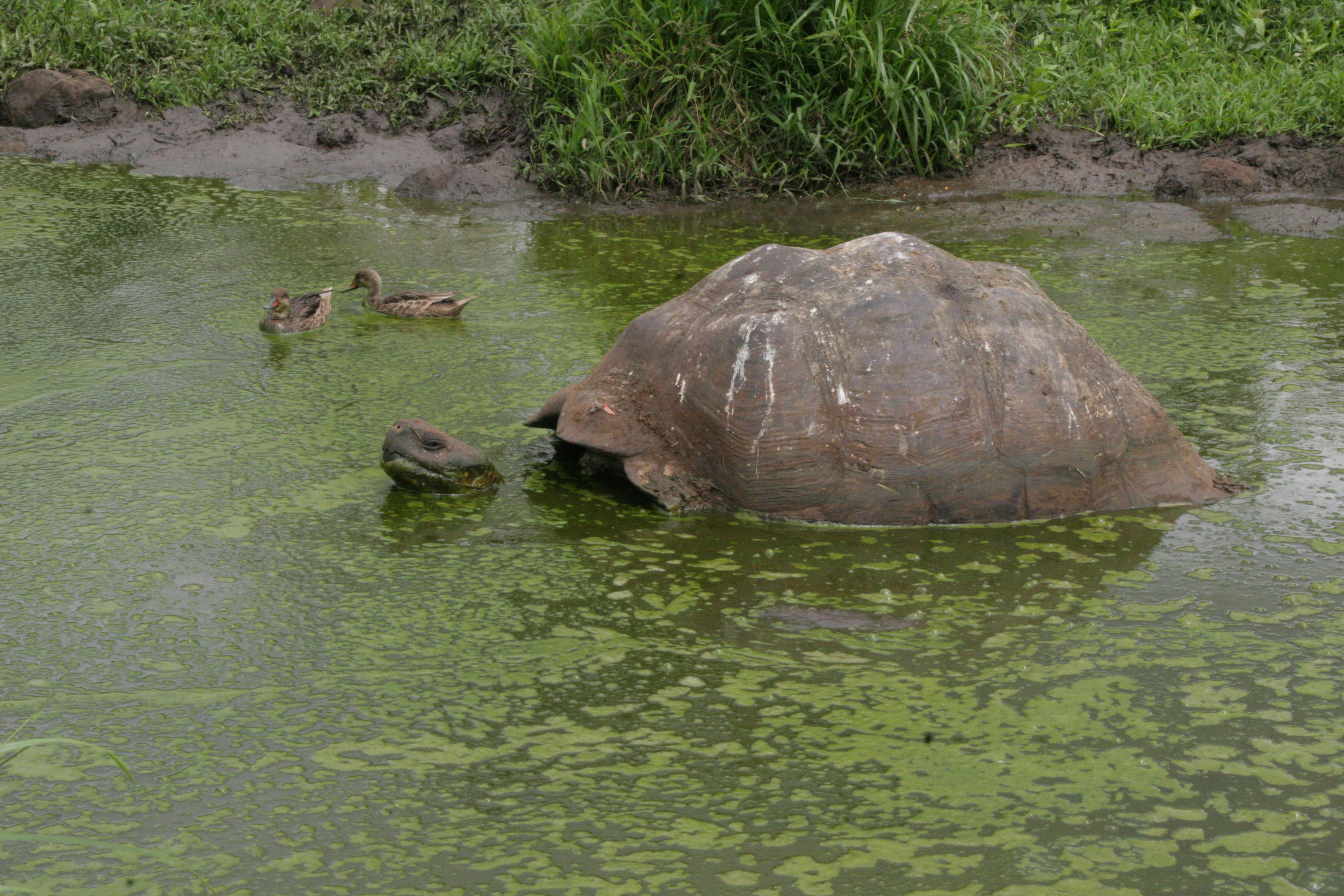
سلحفاة تستحم في بركة

### الروتين
تُعد السلاحف من الكائنات خارجية التنظيم الحراري (أي من ذوات الدم البارد) لذلك فهي تفضل أن تأخذ حمام شمس لمدة ساعة أو ساعتين بعد بزوغ الفجر لكي تمتص حرارة الشمس خلال دَرَقها القاتمة حتى يتثنى لها بعد ذلك البحث عن المؤن بنشاطٍ لمدة تتراوح من تسعِ إلى ثمانِ ساعاتٍ يوميًا، وتتنقل السلاحف عادةً في الصباح الباكر أو في وقت متأخر بعد الظهر بين مناطق الراحة ومناطق الرعي، وقد لوحظ أنها تسير بسرعة 0.3 كيلومتر في الساعة (0.2 ميل/س).
على الجزر الأكبر ذات مستويات الرطوبة المرتفعة، تهاجر السلاحف موسميًا إلى المناطق الأكثر انخفاضًا في موسم المطر حيث توجد السهول العشبية، أما في الموسم الجفاف فتهاجر إلى مناطق المروج التي تقع على ارتفاعاتٍ أعلى (تصل إلى 2,000 قدم (610 م))، وقد استخدمت السلاحف الطرق ذاتها على مدار الأجيال المتعاقبة، مما أدى إلى تشكيل ممرات محددة وبارزة خلال الأشجار المتشابكة، وتُعرَف هذه الممرات باسم «الطرق السريعة للسلاحف»، وعلى الجزر الأكثر رطوبة، تتسم السلاحف ذات الدرق «المقببة» بميولها الاجتماعية وغالبًا توجد في قطعانٍ كبيرة، وذلك على عكس النزعة الانعزالية والميل للبقاء على الأرض الذين تتسم بهما السلاحف ذات الدرق «السرجية».
وتفضل السلاحف أحيانًا أن تنال قسطًا من الراحة عن طريق الاسترخاء في برك الوحل أو المستنقعات التي تتشكل نتيجة هطول الأمطار، وقد يكون هذا رد فعلٍ طبيعي من أجل تنظيم حرارة أجسادها في الليالي الباردة، كما تُعد أيضًا وسيلة لحماية نفسها من الطفيليات مثل البعوض والقراد، حيث تتم مقاومة الطفيليات عن طريق أخذ حمام غبار في التربة اللينة، وقد لوحظ أن بعض السلاحف تختبئ ليلاً تحت الصخور المتدلية،  - في حين لوحظ أن بعض السلاحف الأخرى تخلد إلى النوم في حفر التراب الدافئة أو وسط الأغصان الملتّفة التي تسمى «بالفراش»، ويؤدي استعمال السلاحف المحلية لمواقع الأْفْرِشَة نفسها مثل الموجودة على بركان ألسيدو إلى تشكيل بعض الحفر الرملية الصغيرة.

### النظام الغذائي

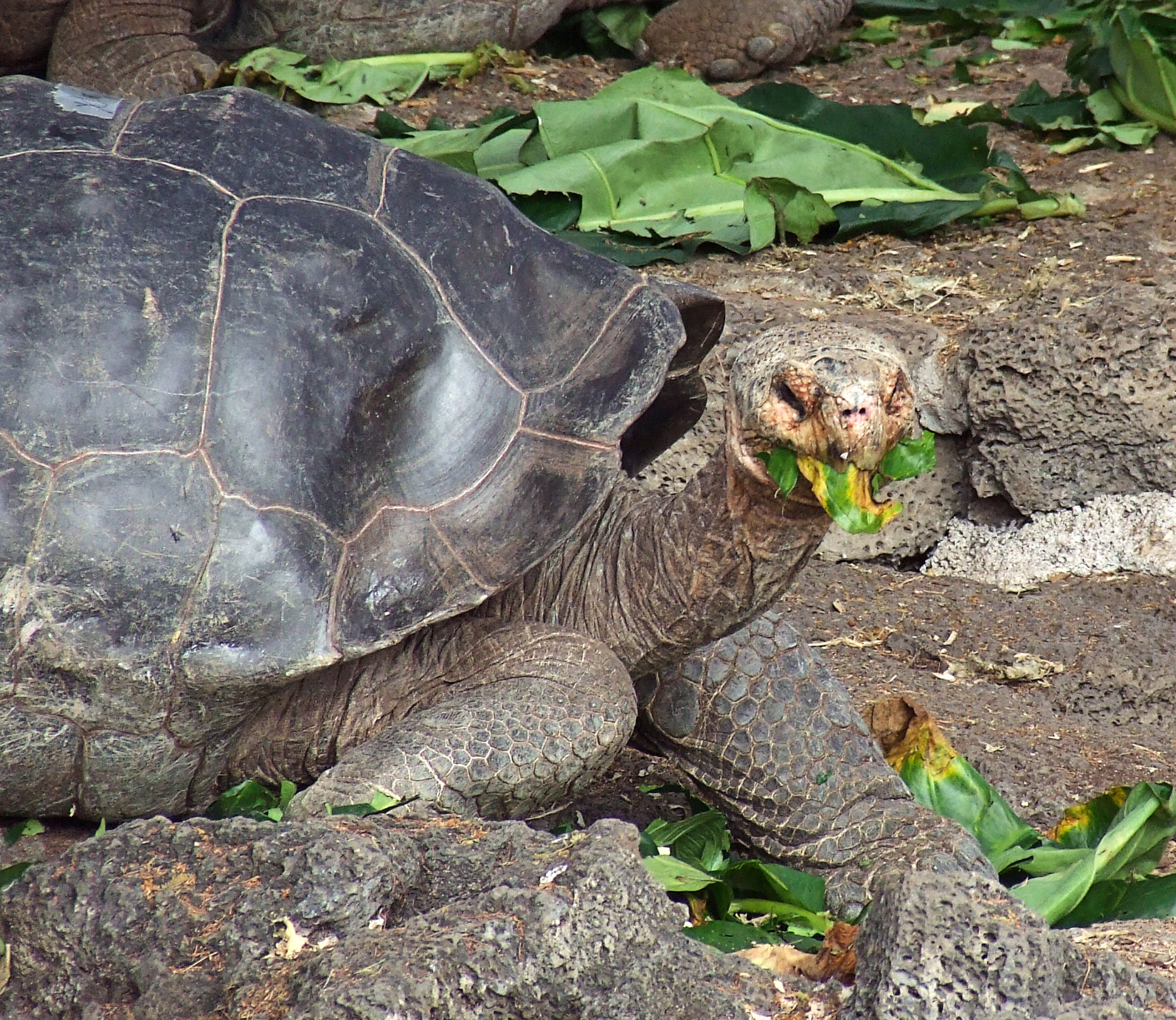
صورة لسلحفاة وهي تتغذى

تُعد السلاحف من آكلات العشب حيث تتغذى على الصبار والحشائش وأوراق الشجر والأشنات وثمار العنبيات، وقد لوحظ أنها تتغذى على المنشينيل (’التفاح السام‘)، والجوافة المتوطنة المعروفة بالاسم العلمي بسيديوم جالاباجايوم (Psidium galapageium)، ونبات الأزولا أو أزولا ميكروفيلا (هو نبات سرخسي صغير يعيش طافيا على أسطح المجاري المائية)، ونباتات البروملياد تيلاندسيا إينسولاريس (وهو اسمٌ يُطلق على أي فرد من أفراد عائلة النباتات المدارية التي تتضمن الأناناس والطحالب الإسبانية)
تحصل السلاحف على معظم الترطيب داخل أجسادها من الندى والنسغ أو العصارة المائية الموجودة في النباتات (وبالتحديد في أشجارالصبار الشوكي)، وبالتالي تستطيع أن تقضي فترات طويلة دون شرب المياه، كما تستطيع السلاحف أن تعيش لمدة عام ونصف دون غذاء أو ماء، حيث تقوم باستهلاك مخزون أجسادها من الدهون لإنتاج الماء كمنتجٍ ثانوي، وحين تشعر السلاحف بالظمأ قد تقوم بشرب كمياتٍ كبيرة من الماء بسرعة، ثم تقوم بتخزينها داخل المثانة وفي منطقة «أكياس الرقبة» (الــتأمور)، حيث تستخدمهما السلاحف كموارد مفيدة للماء أثناء وجودها على متن السفن، وفي الجزر القاحلة، تقوم السلاحف بلعق قطرات الندى الصباحية من على الصخور، وقد أدى تكرار هذا الفعل على مدار الأجيال المتعاقبة إلى وجود حفر غائرة نصف كروية على هذه الصخور.

### الحــــواس
بالنسبة للحواس، يقول تشارلز داروين عن السلاحف: «أن سكان هذا المكان يعتقدون أن هذه الحيوانات لابد وأن تكون صماء، فهي لا تسمع صوتَ أي شخصٍ يسير بالقرب منها، وقد كنت استمتع دائمًا عندما اتجاوز واحدًا من هذه الوحوش الضخمة بينما يخطو إلى الأمام في هدوء لأرى كيف يسحب رأسه وأرجله إلى الداخل فجأةً لحظة رؤيته لي، حيث يصدر حفيفًا عميقًا وصوتًا ثقيلاً لحظة وقوعه كما لو أنه خَرَّ صَرِيعًا على الأرض.» وعلى الرغم من أن السلاحف ليست صماء،  فهي تعتمد بشكلٍ أكبر على حاستي الرؤية والشم أكثر من اعتمادها على حاسة السمع.

### تبادل المنفعة
تشترك السلاحف في علاقات تبادل المنفعة مع بعض الفصائل الأخرى مثل طيور البرقش بجزر غالاباغوس (وهي فصيلة طيورٍ غرّيدة صغيرة الحجم) والطيور المحاكية، حيث تبدأ مجموعات صغيرة من طيور البرقش هذه العملية من خلال القفز على الأرض بطريقة مبالغة أمام السلحفاة، وتبدي السلحفاة استعدادها عن طريق الوقوف ومد رقبتها وأرجلها، وذلك لكي تتمكن الطيور من الوصول للأماكن التي لا تستطيع الوصول إليها من جسدها مثل الرقبة والأرجل الخلفية وفتحة الـمجرور والجلد الموجود بين صدرة السلحفاة ودرقتها، وبالتالي تستفيد الطيور من هذه الفضلات التي تُعد موردًا للغذاء في حين تتخلص السلحفاة من الطفيليات الخارجية المزعجة.
وقد لوحظ أن بعض السلاحف تستغل هذه العلاقة على نحوٍ مخادع، فبعد أن تقف وتمد أرجلها، قد تتوغل الطيور أسفل جسد السلحفاة للاستطلاع، عندئذ تسحب السلحفاة أطرافها فجأةً وتسقط على الطائر وتقتله، بعد ذلك تخطو إلى الخلف وتبدأ في التغذي على الطائر القتيل تقريبًا من أجل استكمال نظامها الغذائي بالبروتين.

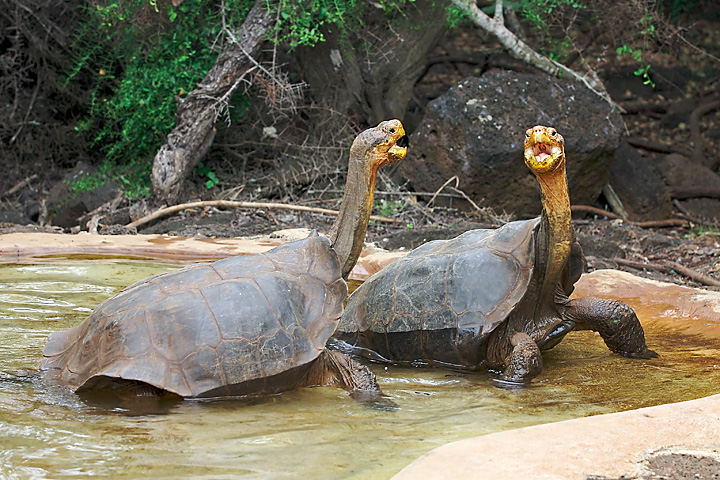
زوج من السلاحف في عرضٍ لفرض السيطرة

### التزاوج
يتم الـتزاوج بين السلاحف في أي وقتٍ من السنة، إلا أن ذروة موسم التزاوج تبدأ من شهر فبراير وتمتد حتى شهر يونيو في المرتفعات الرطبة خلال موسم الأمطار، وتتواجه الذكور البالغة خلال موسم التزاوج في طقوسٍ من فرض السيطرة، حيث يقف الذكر على أرجله الأربعة ويمد رقبته أثناء فتح فمه، وفي بعض الأحيان تقوم الذكور بعض رؤوس بعضهم البعض خلال صراعهم على الإناث، وعادةً ما تنسحب السلاحف ذات الرقاب الأقصر، ويتم التنازل عن حقوق التزاوج للذكر المنتصر، ويتضح هذا السلوك بشكل جلي في السلالات ذات الدرق «السرجية» التي تتميز برقاب أطول وتتسم بالعدائية.
وقد تكون بداية عملية التزاوج عنيفة للغاية، حيث يضرب الذكر درقته بقوة في درقة الأنثى ويقوم بعض أرجلها، بعد ذلك يبدأ الذكر في التسلق فوق الأنثى في عملية غريبة حيث يتحتم عليه أن يمد جسده بشكلٍ متشنج للحفاظ على توازنه في ذلك الوضع المائل، وتساعد الدرقة السفلية المقعرة الذكر في الحفاظ على توازنه خلال تمدده فوق درقة الأنثى، وتدفع بفتحته المذرقية (التي تحتوي على القضيب) بالقرب من الفتحة المذرقية المتوسعة للأنثى، وأثناء عملية التزاوج، يصدر الذكر صوتًا أَجَشًّا يشبه الخُورّ والهمهمات،  وتوصف هذه الأصوات باسم «الأنات الإيقاعية»، ويُعد هذا الصوت واحدًا من مجموعة الأصوات التي تصدرها السلاحف، حيث تصدر أصواتًا أثناء المواجهات العدائية، وعند الصراع على حقوقها، كما تصدر فحيحًا عند سحب أطرافها داخل الدرقة نتيجةً لطرد الهواء بقوة.

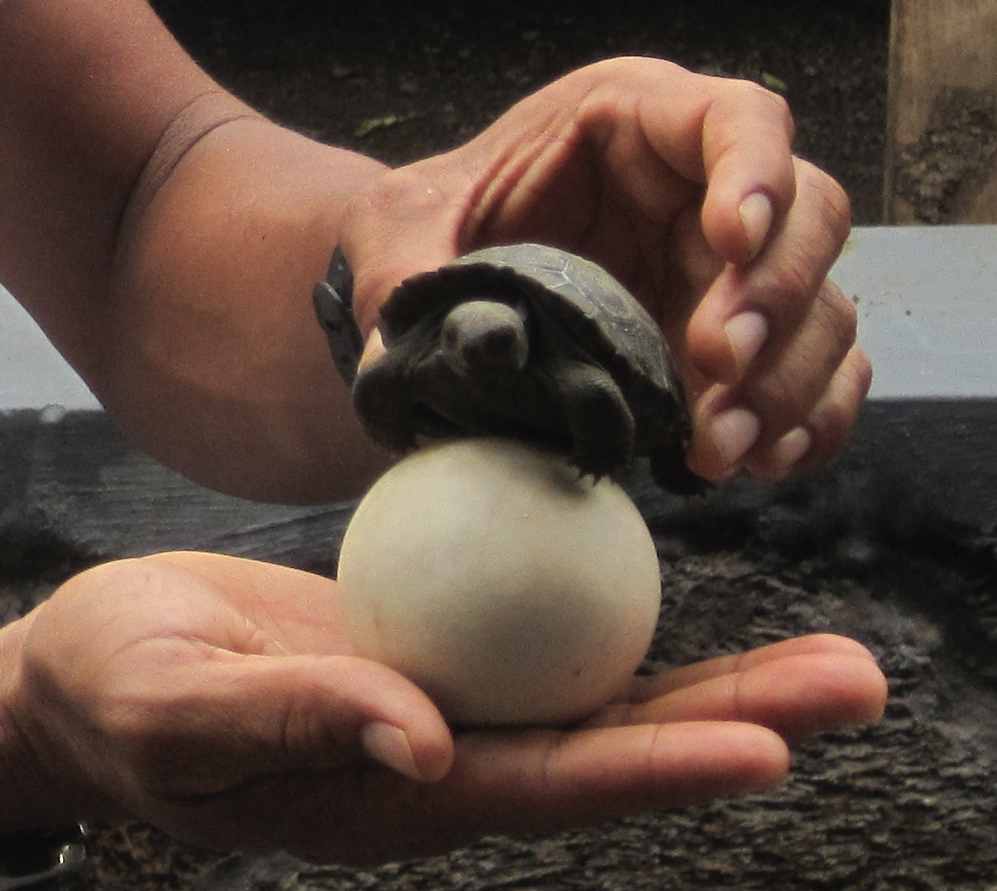
سلحفاة صغيرة وبيضة سلحفاة

### وضع البيض
تتجه الإناث بعد مرحلة التزاوج في رحلة تمتد لبعض الكيلومترات من يوليو حتى نوفمبر إلى السواحل الرملية الجافة للتعشيش ووضع البيض، وتُعد عملية حفر الأعشاش مهمة مرهقة ومدروسة قد تستغرق من الإناث ساعات عدة يوميًا لمدة أيامٍ عديدة، وتستخدم الإناث أقدامها الخلفية فقط في الحفر بشكلٍ عشوائي لعمل حفرة أسطوانية يصل عمقها إلى 30 سـم (12 بوصة)، بعد ذلك تقوم بوضع البيض فيها ويصل عدده إلى ست عشرة بيضةً كروية الشكل وذات قشرة صلبة، وتبلغ كتلة البيضة من 82 إلى 157 غرام (من 2.9 إلى 5.5 أونصة)، ويبلغ حجمها حجم كرة البلياردو، وتوضح بعض الملاحظات أن معدل حجم بيضة السلاحف ذات الدرق «المقببة» (9.6 للبيضة الواحة في سلالة بورتيري على جزيرة سانتا كروز) أكبر من معدل حجم بيضة السلاحف ذات الدرق «السرجية» (4.6 للبيضة الواحة في سلالة دنكانينسيس على جزيرة بينزون)، وتقوم الإناث بصنع سدادات من الوحل لفتحات الأعشاش، حيث تقوم بخلط التراب بالبول لعمل هذه السدادات، ثم تقوم بغلق الأعشاش عن طريق ضغط السدادات بشكلٍ محكم في الفتحات باستخدام الجزء السفلي من الدرقة، وبعد ذلك تتركها في الشمس من أجل تحضين البيض، وقد تضع الإناث من بيضة إلى أربع بيضات في الموسم الواحد، تلعب درجة الحرارة دورًا مؤثرًا في تحديد نوع جنس البيضة، حيث إن درجة الحرارة المنخفضة تؤدي إلى فقس ذكورٍ في حين تؤدي درجة الحرارة المرتفعة إلى فقس إناثٍ، ويرتبط هذا الأمر بشكلٍ قريب بوقت التحضين، حيث إن البيض الموضوع مبكرًا يتم تحضينه خلال الموسم البارد وتكون مدة تحضينه أطول (منتجًا ذكور) في حين أن البيض الموضوع مؤخرًا يتم تحضينه لمدةٍ أقل خلال الموسم الحار (منتجًا إناث).

### بداية الحياة والنضوج
يبدأ الصغار في الخروج من الأعشاش بعد مدة تتراوح بين أربعة إلى ثمانية شهورٍ ويبلغ وزنها فقط 50 غرام (1.8 أونصة) في حين يقتصر طولها على 6 سنتيمترات (2.4 بوصة)، وعندما تبدأ صغار السلاحف في الخروج من البيض، يتحتم عليها أن تشق طريقها إلى السطح خارج العش، الأمر الذي قد يستغرق أسابيع عدة، حيث يُمكِّنهم الكيس المحي المحيط بهم من الصمود لمدة تصل إلى سبعة شهورٍ، وفي ظل حالات المناخ الجافة، قد تموت السلاحف الصغيرة تحت الأرض إذا كانت محاطة بتربةٍ صلبة، كما قد يتسبب غمر المياه لمناطق التعشيش في إغراق هؤلاء الصغار، وفي بداية الأمر، يصعب التمييز بين سلالات صغار السلاحف حيث تتسم جميع درقها بالشكل «المقبب»، وفي بداية حياتها تمكث السلاحف الصغيرة في المنخفضات الأكثر دفئًا لمدة تتراوح بين عشر إلى خمسة عشر عامًا، وتهددها مخاطر عدة، فقد تقع في التصدعات الأرضية وقد يتم سحقها بفعل الصخور المتساقطة أو قد تقتلها أيضًا الحرارة المتزايدة، وفيما سبق، كان صقر غالاباغوس هو الحيوان المفترس الوحيد في أرخبيل غالاباغوس الذي يتغذى على صغار السلاحف، وقد كتب داروين: «أنه بمجرد خروج صغار السلاحف من البيض، تقع فريسةً لمجموعاتٍ كبيرة من الصقور الجارحة»، هذا الصقر الآن يُعد فصيلة نادرة، إلا أنَّ الحيوانات الدخيلة على الجزر مثل الخنازير البرية والكلاب والقطط والفئران السوداء أصبحت الآن تقوم بهذا الدور حيث تفترس بيض السلاحف وصغارها، ولا توجد حيوانات مفترسة تقوم بمهاجمة السلاحف البالغة باستثناء البشر، حيث يشير داروين أن: «السلاحف كبيرة السن تموت فقط جراء الحوادث مثل الوقوع من على المنحدرات، أو هذا على الأقل ما أخبرني به السكان المحليون، حيث أنهم لم يجدوا أية سلاحف ميتة بدون مثل هذه الأسباب الواضحة».
ويمكن تحديد جنس السلحفاة فقط بعد بلوغها عمر الخامسة عشر، وتصل لمرحلة النضج الجنسي بعد بلوغها ما بين عشرين إلى خمسة وعشرين عامًا في الأسر، وربما بعد عمر الأربعين في البرية (عندما تنمو بشكلٍ كامل)، ويبلغ متوسط العمر المتوقع للسلحفاة في البرية أكثر من مائة عام، الأمر الذي يجعلها واحدة من الفصائل الأطول عمرًا في المملكة الحيوانية، وقد كانت السلحفاة هاريت، وهي عينة موجودة في حديقة حيوان أستراليا، أكبر سلاحف غالاباغوس سنًا، حيث كان عمرها يُقدر بأكثر من مائة وسبعين عام قبل وفاتها في عام 2006، ويشير بول تشامبرز (Chambers) إلى أن عمر السلحفاة هاريت في عام 2004 بلغ على الأرجح مائة وتسع وستين سنةٍ، على الرغم من أن وسائل الإعلام زعمت أن عمرها عند وفاتها كان مائة وخمس وسبعين سنة استنادًا على جدولٍ زمني أقل موثوقية.

## داروين ونظرية التطور والنشوء

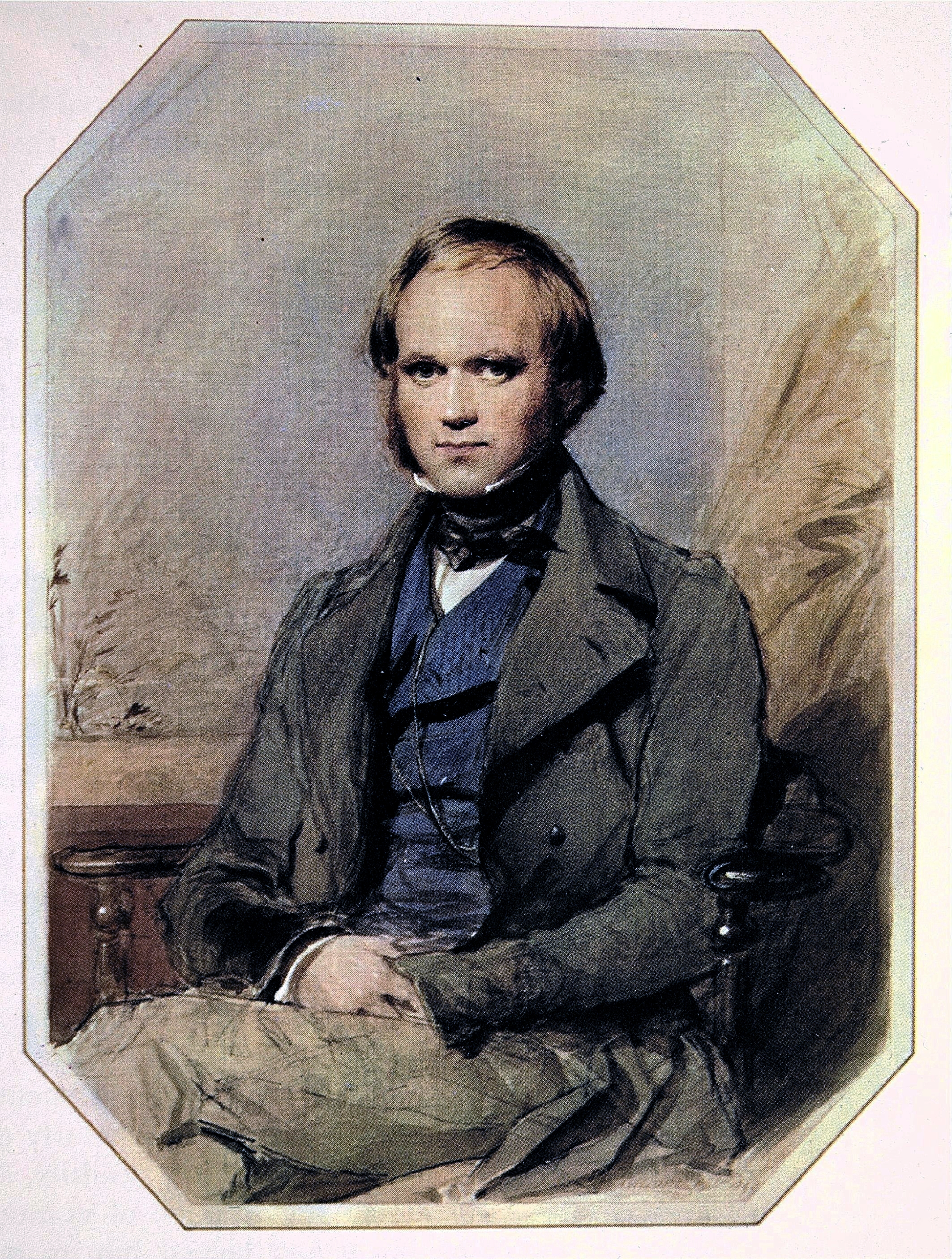
صورة لتشارلز داروين في شبابه، على الأرجح بعد زيارته لجزر غالاباغوس

قام تشارلز داروين بزيارة جزر غالاباغوس لمدة خمسة أسابيعٍ في الرحلة البحرية الثانية للسفينة إتش إم إس بيغل في عام 1835 ميلاديًا، وقام بمشاهدة السلاحف العملاقة على جزيرتي سانت كريستوبال (المعروفة سابقًا باسم تشاتام) وسانتياغو (المعروفة سابقًا باسم جيمس)، حيث تكرر ظهورها في العديد من كتابات داروين ومجلاته، كما لعبت دورًا مؤثرًا في إثراء نظريته عن التطور والنشوء.
كتب داروين في قصته عن هذه الزيارة قائلاً:
«حتى الآن لم ألاحظ السمة الأبرز في التاريخ الطبيعي لهذا الأرخبيل، حيث تسكن الجزر المختلفة في هذا الأرخبيل مجموعة من الكائنات تختلف عن بعضها البعض إلى حدٍ كبير، وقد نبهني بدايةً إلى هذه الحقيقة السيد لوسون نائب الحاكم، حيث أخبرني أن السلاحف تختلف من جزيرةٍ إلى أخرى، وأنه يستطيع أن يحدد بكل يقين من أية جزيرة تم إحضار السلاحف... وكما ذَكرت، يقول السكان المحليون أنهم يستطيعون التمييز بين أنواع السلاحف في الجزر المختلفة، وأنها لا تختلف في الحجم فقط وإنما في سماتٍ أخرى، وقد قام القبطان بورتر بوصف* سلاحف جزيرة (تشارلز) والجزيرة الأقرب إليها وهي جزيرة هود، حيث يقول أن درقها سميكة من الأمام ومقلوبة عند الحواف بشكلٍ يشبه السرج الإسباني، في حين أنَّ سلاحف جزيرة جيمس تكون أكثر استدارةً وسوادًا، كما أنَّ طعمها أشهى عند الطبخ.» 
ولم يدرك داروين أهمية هذه الفروق بين السلاحف في الجزر المختلفة حتى فوات الأوان، حيث يستكمل قائلاً:
«لبعض الوقت لم أُعر هذه المقولات الاهتمام اللازم، وكنت قد قمت بخلط مجموعاتٍ من جزيرتين معًا، ولم أتخيل قط أن هذه الجزر قد تسكنها كائناتٌ مختلفة بهذا الشكل وهي تبعد عن بعضها حوالي خمسين أو ستين ميلاً فقط، وتقع على مرأى من بعضها، حيث تشكلت هذه الجزر من الصخور نفسها، وتقع في منطقةٍ مناخيةٍ واحدة، وتمتد تقريبًا على الارتفاع ذاته».
وعلى الرغم من أن السفينة بيغل غادرت شواطئ غالاباغوس وعلى متنها أكثر من ثلاثين سلحفاة بالغة، لم يكن الغرض من هذه السلاحف هو الدراسة العلمية بل كانت مصدرًا للحم الطازج خلال مدة عبور السفينة للمحيط الهادئ، حيث كان يتم الإلقاء بدرقها وعظامها في المحيط، مما أدى إلى عدم وجود أية بقايا تصلح لاختبار أية فرضية، وقد اقتُرِحَ أن هذا الإغفال كان نتيجة أن داروين أشار إلى رؤيته لسلاحف على سانت كريستوبال من سلالة (تشاتامينسيس) وعلى سانتياغو من سلالة (دارويني)، وتتسم سلاحف كلتا السلالتين بدرقٍ من نوعٍ وسيط ولا تختلفا من الناحية الشكلية عن بعضهما، وعلى الرغم من أن داروين قام أيضًا بزيارة جزيرة فلوريانا، إلا أن سلالة نيغرا حينها كانت قد شارفت على هاوية الانقراض، ومن المستبعد أنه رأى أية سلاحف بالغة عليها.

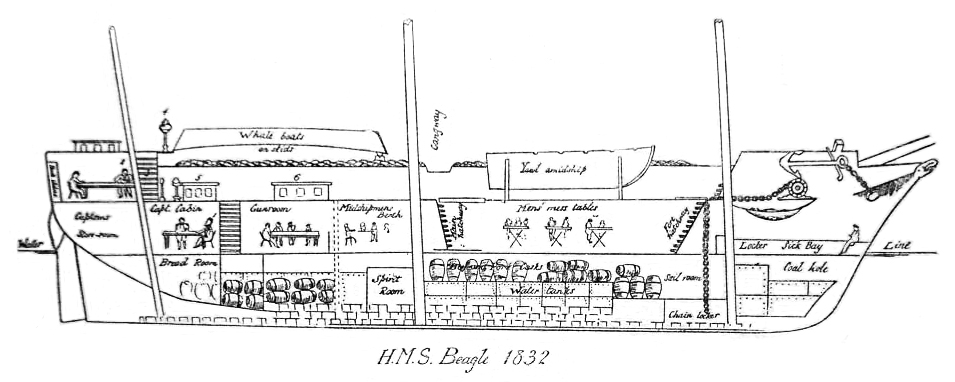
رسم تخطيطي للسفينة إتش إم إس بيغل بريشة إف جي كينج، أحد زملاء داروين، ويتضح في الصورة أن السلاحف كان يتم تخزينها في الجزء السفلي من السفينة

وعلى الرغم من ذلك، استطاع داروين أن يحصل على أربع عيناتٍ من صغار السلاحف في الجزر المختلفة كي يقوم بمقارنتها، وقد كانت هذه السلاحف من النوع الأليف قام بجمع بعضها بنفسه من سان سلفادور، في حين قام قبطان سفينة بيغل روبرت فيتزروي بجمع اثنتين من جزيرة إسبانيولا، وجمع البعض الآخر خادم داروين سيمز كوفينغتون من جزيرة فلوريانا، إلا أنهم لسوء الحظ لم يستطيعوا تحديد إذا ما كانت كل جزيرة تحوي أنواعًا مختلفة خاصة بها؛ وذلك لأن العينات لم تكن بالغة بالقدر الكافي الذي يوضح الفروق الشكلية بينها، وعلى الرغم من أن المتحف البريطاني يمتلك بعضًا من العينات القليلة، يبقى المنشأ المحدد لهذه العينات داخل جزر غالاباغوس غير معروفٍ، وفي مناقشاته مع داروين، أكد عالم الطبيعة الفرنسي غابرييل بيبرون، الذي شاهد السلاحف البالغة في متحف التاريخ الطبيعي بباريس، وجود أنواعٍ مختلفةٍ من السلاحف.
وفيما بعد قام داروين بمقارنة أشكال السلاحف المختلفة بأشكال الطيور المحاكية، وذلك في أول تصريحٍ تجريبي له يربط بين ملاحظاته التي أخذها من جزر غالاباغوس واحتمالية تحول الفصائل وتطورها، حيث يقول:
«عندما أتذكر حقيقة أن الإسبان بوسعهم تحديد الجزيرة التي تأتي منها السلحفاة [بناءً على] هيئة الجسم وشكل الدرقة والحجم، وعندما أرى كيف أن هذه الجزر تقع على مرأى من بعضهم البعض ولا تسكنها غير سلالاتٍ قليلة من الحيوانات وهذه الطيور، وتقريبًا تتسم بالتكوين الجغرافي ذاته، لا يسعني سوى أن أشك أنهم فقط أنواعٌ تطورت من فصيلة واحدة... وإذا كان هناك أدنى أساسٍ لهذه الملاحظات، فسوف تصبح الحياة الحيوانية لهذا الأرخبيل جديرةً بالدراسة، لأن مثل هذه الحقائق سوف تضعف نظرية استقرار الأنواع.»

وفي مذكراته أشار داروين مجددًا إلى آرائه عن قابلية الأنواع للتحول والتطور حيث يقول: «سوف تختلف الحيوانات الموجودة على الجزر المختلفة إذا تم الفصل بينها بمسافة كافية وإذا تم وضعهم تحت ظروف تختلف اختلافًا طفيفًا. وهي الآن سلاحف غالاباغوس، والطيور المحاكية، وثعلب جزر فوكلاند، وثعلب أرخبيل شيلوي والأرنب البري الإنجليزي والأيرلندي،»  وقد كانت هذه الملاحظات بمثابة آراءٍ مضادة للنظرية السائدة وقتئذ والتي تؤكد أن الأنواع جميعها خُلِقَت بشكلٍ منفصل.
ويرى داروين أيضًا أنَّ هذه «الحيوانات العتيقة» وسيلةٌ للتسلية حيث يقول: «كثيرًا ما كنت أركب على ظهورها ثم أربت على مؤخرة درقها قليلاً، فتهم واقفةً على أقدامها وتبدأ في السير، إلا أنه كان من الصعب علي الحفاظ على توازني أثناء الركوب.»

## جهود المحافظة على السلاحف
أدت موجاتٌ عديدة من استغلال البشر للسلاحف كمصدرٍ للطعام إلى تراجع إجمالي عددها في البرية من ربع مليون وقت اكتشافها في القرن السادس عشر إلى ثلاثة آلاف وستين سلحفاة كما ورد في إحصاء عام 1974، وقد أثمرت الجهود الحديثة للمحافظة على هذه الفصيلة عن ازدياد عدد السلاحف إلى 19,317 سلحفاة (بتقديرات 1995–2009).
وفي القرن التاسع عشر، كانت سلالة سي إن نيغرا قد انقرضت عن بكرة أبيها نتيجة اصطياد البشر لها، وفي الرابع والعشرين من شهر يونيو لعام 2012، أصبحت سلالة سي إن أبيندجوني هي الأخرى منقرضة بموت آخر أفرادها في الأسر، وهو ذكرٌ عُرِفَ باسمِ «جورج الوحيد» وبلقبِ «أندر كائن حي في العالم»، وتندرج جميع السلالات الناجية حاليًا على قائمة الاتحاد العالمي للحفاظ على الطبيعة (IUCN) تحت قسم الكائنات «المهددة بالانقراض» هذا إن لم يكن الوضع أسوأ من ذلك.

### استغلال السلاحف تاريخيًا
يُقدر عدد السلاحف التي تم اصطيادها قبل القرن العشرين بحوالي مئتي ألف سلحفاة، حيث كان يتم تجميع السلاحف المسالمة غير القادرة على الحركة وتخزينها على متن السفن كمصدرٍ ثمين للحصول على اللحم الطازج، حيث تستطيع العيش لمدة عامٍ على الأقل دون طعامٍ أو ماء (وترجح بعض الروايات أنها تستطيع النجاة لمدة عامين متتاليين)، كما كان البحارة يستخدمون بول السلاحف المخفف والمياه المُخزَّنة في أكياس أعناقها كمصدرٍ لمياه الشرب، وفي القرن السابع عشر، كتب القرصان والمستكشف وعالم الطبيعة الإنجليزي وليام دامبير أن هذه السلاحف «ضخمةٌ وسمينةٌ للغاية، كما أنها حلوة المذاق، وأشهى بكثيرٍ من الدجاج»، في حين كتب القبطان جيمس كولنيت من البحرية البريطانية قائلاً «جميعنا يعتبر سلاحف الأرض أيًا كانت هيئتها أنها أشهى طعام أكلناه في حياتنا»، ويقول القبطان ديفيد بورتر من البحرية الأمريكية «بعد أنْ تذوقنا لحم سلاحف غالاباغوس، أصبحت لحوم الحيوانات الأخرى دون المستوى في تقديرنا... حيث يسهل هضم لحم هذا الحيوان، ويمكنك أن تأكل كمياتٍ كبيرةٍ منه بشكلٍ يفوق أي طعامٍ آخر دون الشعور بأقل قدر من التعب»، إلا أن داروين كان أقل حماسةً إزاء اللحم، حيث كتب موضحًا «مذاق لحم الصدرِ المشويّ على الطريقة الإسبانية بطبقةِ الجلد عليه جيدٌ للغاية، كما أنَّ حساءَ صغارِ السلاحف لذيذٌ أيضًا، وبخلافِ ذلك اعتقد في تقديري أن لحمها عاديٌ للغاية».
خلال القرن السابع عشر، بدأ القراصنة في استخدام جزر غالاباغوس كقاعدة لإعادة الإمداد، حيث يتزودون بالطعام والماء ويقومون بإصلاح سفنهم قبل الهجوم على المستعمرات الإسبانية الموجودة في قارة أمريكا الجنوبية، إلا أن هذا الأمر لم يشكل خطرًا على حياة السلاحف، وذلك لأن هذه الجزر كانت تقع بمنأى عن طرق الملاحة المزدحمة ولم تحتوِ إلا على عددٍ محدودٍ من الموارد الطبيعية القيمة، على هذا النحو، بقيت هذه الجزر بعيدةً عن سيطرة أية دولةٍ، لا يسكنها بشرٌ ولا تظهر على الخرائط، في حين أن سلاحف جزر المحيط الهندي كانت بالفعل تواجه خطر الانقراض بحلول القرن السابع عشر.
في الفترة بين تسعينات القرن الثامن عشر وستينات القرن التاسع عشر، كانت سفن صيد الحيتان وصائدو حيوان الفقمة يقومون بتجميع السلاحف بأعدادٍ هائلة أكثر من القراصنة الذين سبقوهم، حيث كانت السلاحف تُستخدَم كمصدرٍ للطعام وأيضًا «لزيت السلاحف» عالي الجودة منذ أواخر القرن التاسع عشر فصاعدًا وكبضاعةٍ مربحة في مستعمرات الإكوادور، وقد بلغ عدد السلاحف الوارد في سجلات سفن صيد الحيتان في الفترة ما بين عام 1831 إلى عام 1868 أكثر من ثلاثة عشر ألفًا، في حين يُقدَّر عدد السلاحف التي تم اصطيادها قبل عام 1830 بمائة ألف سلحفاة، وحيث كان من الأسهل جمع السلاحف المنتشرة حول المناطق الساحلية، ولهذا السبب كانت الإناث هي الأفراد الأكثر عرضةً للصيد خلال موسم التعشيش، وفي نهاية الأمر أحجم صائدو الحيتان عن تجميع السلاحف لسببين رئيسين، أولاً ندرة السلاحف التي لعبوا دورًا أساسيًا بها، وثانيًا منافسة النفط الخام لزيت السلاحف كمصدرٍ رخيصٍ للطاقة.
وقد تسارع التراجع في عدد السلاحف مع إنشاء المستوطنات الأولى على الجزر في أوائل القرن التاسع عشر، مما أدى إلى زيادة عمليات الصيد غير المنظم من أجل الحصول على اللحم، وإزالة المساكن الطبيعية للحيوانات للتوسع في الزراعة بالإضافة إلى إدخال فصائل من ثدييات غريبة على الجزر، حيث بدأت الخنازير البرية والكلاب والقطط والفئران السوداء في افتراس بيض السلاحف وصغارها، في حين قاسمتها الماعز والحمير في المراعي التي كانت تتغذى عليها، هذا بالإضافة إلى أنها كانت تدهس الأعشاش بأقدامها، ويعزو انقراض سلالة جزيرة فلوريانا في منتصف القرن التاسع عشر إلى عددٍ من الأسباب: أولاً، الضغوط المجمعة للصيد من أجل المستعمرات العقابية الموجودة على الجزر الصغيرة نسبيًا، ثانيًا، تحويل المرتفعات العشبية إلى أراضٍ زراعية ومزارع فاكهة، ثالثًا وأخيرًا، الثدييات البرية الدخيلة على الجزر.
وفي الفترة ما بين عام 1888 إلى عام 1930، قامت البعثات العلمية بتجميع 661 سلحفاة، كما تسببت عمليات الصيد الجائر منذ عام 1990 في قتل أكثر من 120 سلحفاة أخرى، وحتى يومنا هذا لا يزال النشاط البشري يهدد حياة السلاحف مع التوسع السريع في مجال السياحة وزيادة حجم المستوطنات البشرية على جزر غالاباغوس.

### الجهود الحديثة للمحافظة على السلاحف
تندرج سلالات السلاحف الباقية على قائمة الاتحاد العالمي للحفاظ على الطبيعة (IUCN) في تصنيفات تتراوح بين نوع منقرض في البرية ومهدد بالانقراض، حيث إن معدلات النمو البطيئة وتأخر سن البلوغ بالإضافة إلى توطن الجزيرة تجعل السلاحف عرضةً لخطر الانقراض بدون مساعدة أنصار الحفاظ على البيئة، لذلك أصبحت سلحفاة غالاباغوس العملاقة الفصيلة موضع العناية لجهود الحماية في جميع أنحاء جزر غالاباغوس.
الحماية القانونية

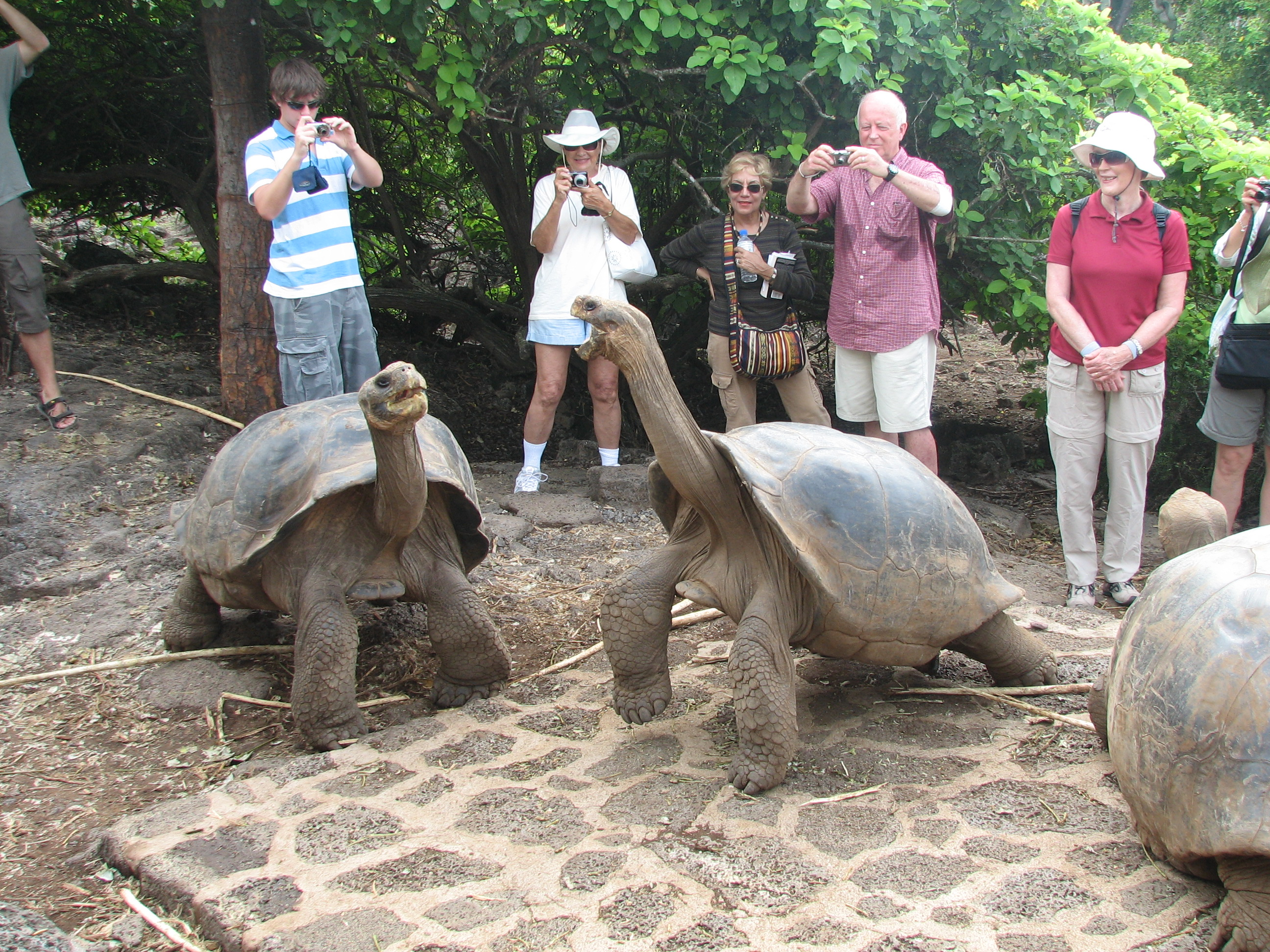
صورة للسياح وهم يشاهدون السلاحف في مركز أبحاث تشارلز داروين.

تُفرض الآن حماية مشددة على سلاحف غالاباغوس العملاقة حيث تندرج في الملحق الأول من اتفاقية التجارة الدولية بالأنواع المهددة بالانقراض من الحيوانات والنباتات البرية والمعروفة باسم (سايتس)، ويتطلب التسجيل أن تكفل الدول الموقعة خضوع التجارة في أية أصنوفة ومنتجاتها للوائحٍ مشددة، وأن تحرم التجارة الدولية في الأصناف المهددة بالانقراض إذا كان الغرض منها تجاريًا في المقام الأول، في عام 1936، أعلنت حكومة دولة الإكوادور فرض الحماية القانونية على فصيلة السلاحف العملاقة، وفي عام 1959، قامت بمنح جميع المناطق غير المأهولة بالسكان في جزر غالاباغوس صفة حديقة وطنية بالإضافة إلى إنشاء مؤسسة تشارلز داروين، وفي عام 1970، تم حظر أسر أو إزالة أية فصيلة من الجزر (بما في ذلك السلاحف وبيضها)، ومن أجل وقف الإتجار بالسلاحف نهائيًا، أصبح تصدير السلاحف خارج الإكوادور أمرًا غير قانونيّ سواء أكانت هذه السلاحف برية أم أسيرة وسواء أكان مصدرها من اليابسة أم من الجزر، وقد أدى حظر تصدير السلاحف إلى منع استيرادها تلقائيًا في الولايات المتحدة بموجب أحكام القانون العام رقم 91-135 (لسنة 1969)، وفي عام 1971 أصدرت الإكوادور قرارًا بتجريم تخريب أو إزالة أو تحويل أو إزعاج أي كائن حي أو أية صخور أو أي أشياء طبيعية أخرى تقع ضمن حدود الحديقة الوطنية.
التربية في الأسر
بدأت برامج التربية في الأسر وإطلاق الصراح في عام 1965، وقد نجحت في دفع سبع من أصل ثمان سلالات من منطقة خطر الانقراض إلى مستوياتٍ أقل خطورة، وتتم تربية صغار السلاحف في العديد من مراكز التربية المنتشرة في أنحاءٍ متفرقة من الجزر وذلك لتحسين معدلات النجاة بينها خلال مرحلة نموهم الأولى الضعيفة، ويتم تجميع البيض من مواقع التعشيش المهددة بالخطر، كما يتم الاحتفاظ بالصغار الخارجين من البيض في مراكز الأسر لمدة تتراوح من أربعة إلى خمسة أعوام حتى تصل إلى الحجم اللازم لضمان نجاتها لمرحلة البلوغ قبل إطلاق سراحها في بيئاتها الطبيعية.
وتُعد أنواع سلاحف جزيرة إسبانيولا والمعروفة باسم (هودينسيس) المثال الأكثر نجاحًا لعمليات الإنقاذ تلك، حيث نجحت في الحفاظ على هذه السلالة من الانقراض شبه المؤكد، فقد كان كل ما تبقى من هذه النوع ثلاثة ذكور واثنتي عشرة أنثى متفرقة في جميع أنحاء الجزيرة بصورة تجعل التزاوج فيما بينها أمرًا صعبًا في البرية، فتم تجميعهم وإرسالهم إلى مركز أبحاث تشارلز داروين في عام 1971 لكي يخضعوا لبرنامج تربية في الأسر، وعلى مدار ثلاثة وثلاثين عامًا أنتجت هذه السلاحف الخمسة عشر أكثر من ألف ومائتين سلحفاة أخرى، تم فيما بعد إطلاق سراحها في جزرهم الأم، ومنذ ذلك الحين بدأت في التكاثر بصورةٍ طبيعية.
إعادة إصلاح الجزر
تقوم دائرة حدائق غالاباغوس الوطنية باصطياد الضواري الوحشية التي تتغذى على السلاحف ومنافسيها بصورةٍ منتظمة، حيث تتم إبادة الماعز من على الجزر تمامًا بما في ذلك جزيرة بينتا عن طريق استخدام تقنية ماعز «يهوذا» المزودة بأطواقٍ لاسلكية لتحديد مواقع القطعان، حيث يقوم الرماة بقتل جميع الماعز في القطيع باستثناء ماعز «يهوذا»، الذي يقوم فيما بعد بالبحث عن قطيع آخر ليرجع الرماة بعد عدة أسابيع ويقوموا بقتل القطيع الذي انضمت إليه، وتكررت هذه العملية بشكلٍ دوري إلى أن تبقى ماعز «يهوذا» فقط الذي تم قتله في نهاية الأمر، وتضمنت الإجراءات الأخرى عمليات إبادة الكلاب من جزيرة سانت كريستوبال، وإحاطة مواقع التعشيش بأسوارٍ لحمايتها ومنع وصول الخنازير البرية إليها.
وثمة جهود تُبذل الآن لإعادة تعمير هذه الجزر التي سكنتها السلاحف فيما سبق من أجل استعادة نظمها البيئية إلى الحالة التي كانت عليها قبل وصول البشر إليها (إعادة إصلاح الجزر)، وتُعد السلاحف هي الفصيلة المميزة على هذه الجزر، حيث تقوم بدور مهندس النظام البيئي  الذي يساعد النباتات في عملية إنتثار البذور، حيث تقوم بدهس الأغصان ونحل الطبقات الصلدة من النباتات (مما يسمح للضوء باختراقها وبدء عملية الإنبات)، كما تقوم طيور مثل طائر صائد الذباب بالتحليق حول السلاحف لالتقاط الحشرات التي تعلق بأجسادها من الأشجار، في مايو من عام 2010، تم إطلاق سراح تسع وثلاثين سلحفاة هجينة عاقر في جزيرة بينتا، وتُعد هذه السلاحف هي الأولى من نوعها التي تطأ أقدامها أرض الجزيرة بعد ترحيل «جورج الوحيد» منها منذ ثمان وثلاثين سنة في عام 1972، وقد تم إطلاق سراح هذه السلاحف العقيمة لتجنب مشكلة التزاوج بين السلالات المختلفة والتهجين هذا إذا تم إطلاق سراح أي أفراد خصبة في المستقبل، ومع اكتشاف هجين حديث من سلالة أبيندجوني، ينبثق الأمل أن التركيبة الوراثية القريبة من السلاحف الأصلية التي سكنت جزيرة بينتا قد يتم إعادة إحياؤها من جديد وذلك عن طريق تحديد العينات الملائمة لهذه الجزيرة وإعادة توطينها، وقد يتم استخدام هذا النهج من أجل «إعادة إعمار جزيرة فلوريانا بالسلاحف»؛ حيث اكتشف أن بعض السلاحف المأسورة تنحدر من سلالات أصلية منقرضة.

## الملاحظات والمراجع
ملاحظات
1. ↑  رسم القرصان أمبروز كاولي في عام 1684 أول خريطة جغرافية تختصُّ بتضاريس جزر الغالاباغوس، وقد أطلق على الجزر أسماءَ زملائه القراصنة وبعض النبلاء الإنجليز، وفي الآونة الأخيرة، أطلقت حكومة الإكوادور على معظم هذه الجزر أسماءً إسبانية، وعلى الرغم من أن الأسماء الإسبانية هي الأسماء الرسمية للجزر، فلا يزال الكثير من الباحثين يستخدمون الأسماء الإنجليزية القديمة، حيث كانت هذه هي الأسماء التي أُطلِقت على الجزر عند زيارة دارون لها، وستستخدم هذه المقالة الأسماء الإسبانية.

الاقتباسات
1. ↑  Stewart، P.D. (2006). Galápagos: the islands that changed the world. New Haven: Yale University Press. ص. 43. ISBN:978-0-300-12230-5. مؤرشف من الأصل في 2021-09-13.
2. ↑  Pritchard 1996، صفحة 17
3. ↑  Jackson، Michael Hume (1993). Galápagos, a natural history. Calgary: University of Calgary Press. ص. 1. ISBN:1-895176-07-7.
4. ↑  Chambers 2004، صفحة 27
5. ↑  Perrault, Claude (1676). "Suite des memoires pour servir a l'histoire naturelle des animaux" (بالفرنسية). Paris: Académie de Sciences: 92–205. {{استشهاد بدورية محكمة}}: الاستشهاد بدورية محكمة يطلب |دورية محكمة= (help)
6. ↑  Schneider, Johann Gottlob (1783). Allgemeine Naturgeschischte der Schildkröten nebs einem systematischen Verzeichnisse der einzelnen Arten und zwey Kupfen (بالألمانية). Leipzig. pp. 355–356. Archived from the original on 2020-03-13. Retrieved 2012-01-11.
7. ↑  Schweigger, August Friedrich (1812). "Prodromi monographiae chelonorum sectio prima". Archivfur Naturwissenschaft und Mathematik (باللاتينية). Köningsberg. 1: 271–368, 406–462.
8. ↑  Duméril, André Marie Constant (1834). "Erpétologie générale; ou, histoire naturelle complète des reptiles" (بالفرنسية). France: Librarie Encyclopédique de Roret. Archived from the original on 2016-06-12. {{استشهاد بدورية محكمة}}: الاستشهاد بدورية محكمة يطلب |دورية محكمة= (help) and الوسيط author-name-list parameters تكرر أكثر من مرة (help)
9. ↑  Günther 1877، صفحة 9
10. 1 2 3 4 5 6  Caccone, Adalgisa; Gibbs, James P. ; Ketmaier, Valerio; Suatoni, Elizabeth; Powell, Jeffrey R. (1999). "Origin and evolutionary relationships of giant Galapagos tortoises". Proceedings of the National Academy of Sciences. ج. 96 ع. 23: 13223–13228. DOI:10.1073/pnas.96.23.13223.{{استشهاد بدورية محكمة}}:  صيانة الاستشهاد: أسماء متعددة: قائمة المؤلفين (link)
11. ↑  Austin، Jeremy (2001). "Ancient mitochondrial DNA and morphology elucidate an extinct island radiation of Indian Ocean giant tortoises (Cylindraspis)". Proceedings of the Royal Society B: Biological Sciences. ج. 268 ع. 1485: 2515–2523. DOI:10.1098/rspb.2001.1825. مؤرشف من الأصل في 2020-03-13. {{استشهاد بدورية محكمة}}: الوسيط |عمل= و|صحيفة= تكرر أكثر من مرة (مساعدة) والوسيط author-name-list parameters تكرر أكثر من مرة (مساعدة)
12. ↑  Austin، Jeremy (2003). "Was there a second adaptive radiation of giant tortoises in the Indian Ocean? Using mitochondrial DNA to investigate speciation and biogeography of Aldabrachelys". Molecular Ecology. ج. 12 ع. 6: 1415–1424. DOI:10.1046/j.1365-294X.2003.01842.x. PMID:12755871. مؤرشف من الأصل (PDF) في 2022-04-03. {{استشهاد بدورية محكمة}}: الوسيط author-name-list parameters تكرر أكثر من مرة (مساعدة)
13. ↑  Rothschild، Walter (1901). "On a new land-tortoise from the Galapagos Islands". Novitates Zoologicae. ج. 8: 372. مؤرشف من الأصل في 2019-12-15. اطلع عليه بتاريخ 2012-01-11.
14. ↑  Rothschild، Walter (1902). "Description of a new species of gigantic land tortoise from the Galápagos Islands". Novitates Zoologicae. ج. 9: 619. مؤرشف من الأصل في 2019-12-17. اطلع عليه بتاريخ 2012-01-11.
15. 1 2  Quoy, J.R.C.; Gaimard, J.P. (1824b). "Sous-genre tortue de terre – testudo. brongn. tortue noire – testudo nigra. N.". In de Freycinet, M.L. (ed.). Voyage autour du Monde ... exécuté sur les corvettes de L. M. "L'Uranie" et "La Physicienne," pendant les années 1817, 1818, 1819 et 1820 (بالفرنسية). Paris. pp. 174–175.
16. ↑  Pritchard، Peter Charles Howard (1984). "Further thoughts on Lonesome George". Noticias de Galápagos. ج. 39: 20–23.
17. ↑  Harlan، Richard (1827). "Description of a land tortoise, from the Galápagos Islands, commonly known as the "Elephant Tortoise"". Journal of the Academy of Natural Sciences of Philadelphia. ج. 5: 284–292. مؤرشف من الأصل في 2019-12-17. اطلع عليه بتاريخ 2012-01-11.
18. ↑  Quoy, J.R.C. (1824). "Description d'une nouvelle espèce de tortue et de trois espèces nouvelles de scinques". Bulletin des Sciences Naturelles et de Géologie (بالفرنسية). Paris. 1: 90–91. {{استشهاد بدورية محكمة}}: الوسيط author-name-list parameters تكرر أكثر من مرة (help)
19. ↑  Pritchard، Peter Charles Howard (1997). "Galapagos tortoise nomenclature: a reply". Chelonian Conservation and Biology. University of California. ج. 2: 619.
20. 1 2 3  Le، Minh (2006). "A molecular phylogeny of tortoises (Testudines:Testudinidae) based on mitochondrial and nuclear genes" (PDF). Molecular Phylogenetics and Evolution. ج. 40 ع. 2: 517–531. DOI:10.1016/j.ympev.2006.03.003. PMID:16678445. مؤرشف من الأصل (PDF) في 2018-07-12. {{استشهاد بدورية محكمة}}: الوسيط author-name-list parameters تكرر أكثر من مرة (مساعدة) نسخة محفوظة 12 يوليو 2018 على موقع واي باك مشين.
21. ↑  Tortoise & Freshwater Turtle Specialist Group (1996). "Chelonoidis nigra". القائمة الحمراء للأنواع المهددة بالانقراض Version 2009.2. الاتحاد الدولي لحفظ الطبيعة. اطلع عليه بتاريخ 2012-01-11. {{استشهاد ويب}}: الوسيط |ref=harv غير صالح (مساعدة)
22. ↑  Fritz، U.؛ Havaš، P. (2007). "Checklist of Chelonians of the World" (PDF). Vertebrate Zoology. ج. 57 ع. 2: 149–368. مؤرشف من الأصل (PDF) في 2018-10-08. اطلع عليه بتاريخ 2012-01-11.
23. 1 2  "CITES Appendices I, II and III 2011". 22 ديسمبر 2011. مؤرشف من الأصل في 2019-05-10. اطلع عليه بتاريخ 2012-01-11.
24. 1 2 3  Caccone، Adalgisa (2002). "Phylogeography and history of the giant Galapagos tortoises". Evolution. ج. 56 ع. 10: 2052–2066. JSTOR:3094648. PMID:12449492. {{استشهاد بدورية محكمة}}: الوسيط author-name-list parameters تكرر أكثر من مرة (مساعدة)
25. ↑  Broom، R. (1929). "On the extinct Galápagos tortoise that inhabited Charles Island". Zoologica. ج. 9 ع. 8: 313–320.
26. 1 2  Steadman، David W. (1986). "Holocene vertebrate fossils from Isla Floreana, Galápagos" (PDF). Smithsonian Contributions to Zoology. ج. 413 ع. 413: 1–103. DOI:10.5479/si.00810282.413. مؤرشف من الأصل في 2012-05-10.
27. 1 2  Sulloway، F.J. (1984). Berry، R.J (المحرر). "Evolution in the Galápagos Islands". Biological Journal of the Linnean Society. ج. 21 ع. 1–2: 29–60. DOI:10.1111/j.1095-8312.1984.tb02052.x. {{استشهاد بدورية محكمة}}: الوسيط |الفصل= تم تجاهله (مساعدة)
28. ↑  Pritchard 1996، صفحة 63
29. 1 2 3 4 5 6 7 8 9 10 11  Swingland, I.R. (1989). Geochelone elephantopus. Galapagos giant tortoises. In: Swingland I.R. and Klemens M.W. (eds.) The conservation biology of tortoises. Occasional Papers of the IUCN Species Survival Commission (SSC), No. 5, pp. 24–28. Gland, Switzerland: IUCN. ISBN 2-88032-986-8.
30. 1 2 3 4 5  MacFarland; Craig G.; Villa, José; Toro, Basilio (1974). "The Galápagos giant tortoises (Geochelone elephantopus). I. Status of the surviving populations". Biological Conservation. ج. 6 ع. 2: 118–133. DOI:10.1016/0006-3207(74)90024-X.{{استشهاد بدورية محكمة}}:  صيانة الاستشهاد: أسماء متعددة: قائمة المؤلفين (link)
31. ↑  MacFarland، Craig G. (1974b). "The Galápagos giant tortoises (Geochelone elephantopus). Part II: Conservation methods". Biological Conservation. ج. 6 ع. 3: 198–212. DOI:10.1016/0006-3207(74)90068-8. {{استشهاد بدورية محكمة}}: الوسيط author-name-list parameters تكرر أكثر من مرة (مساعدة)
32. 1 2  Márquez, Cruz (1995). "Comportamiento de apareamiento al azar en tortugas gigantes. Juveniles en cautiverio el las Islas Galápagos" (PDF). Revista de Ecología Latinoamericana (بالإسبانية). 3: 13–18. Archived from the original (PDF) on 2006-02-11. Retrieved 2012-01-11. {{استشهاد بدورية محكمة}}: الوسيط author-name-list parameters تكرر أكثر من مرة (help)
33. 1 2 3 4 5 6 7 8 9  De Vries، T.J. (1984). The giant tortoises: a natural history disturbed by man. Oxford: Pergamon Press. ص. 145–156. ISBN:0-08-027996-1. {{استشهاد بكتاب}}: |عمل= تُجوهل (مساعدة)
34. ↑  Ernst، Carl H. (1989). Turtles of the world. Washington, D.C.: Smithsonian Institution Press. ISBN:0-87474-414-8. مؤرشف من الأصل في 2012-05-27. {{استشهاد بكتاب}}: الوسيط author-name-list parameters تكرر أكثر من مرة (مساعدة)
35. 1 2  Poulakakis، Nikos (2008). "Historical DNA analysis reveals living descendants of an extinct species of Galapagos tortoise". Proceedings of the National Academy of Sciences. ج. 105 ع. 40: 15464–15469. DOI:10.1073/pnas.0805340105. {{استشهاد بدورية محكمة}}: الوسيط author-name-list parameters تكرر أكثر من مرة (مساعدة)
36. ↑  Zug، George R. (1997). "Galapagos tortoise nomenclature: still unresolved". The Journal of Chelonian Conservation and Biology. ج. 2 ع. 4: 618–619. hdl:10088/11695.
37. ↑  White، William M.؛ McBirney، Alexander R.؛ Duncan، Robert A. (1993). "Petrology and geochemistry of the Galápagos Islands: portrait of a pathological mantle plume". Journal of Geophysical Research. ج. 98 ع. B11: 19533–19564. Bibcode:1993JGR....9819533W. DOI:10.1029/93JB02018.
38. ↑  Nicholls 2006، صفحة 68
39. ↑  Beheregaray، Luciano B. (2004). "Giant tortoises are not so slow: rapid diversification and biogeographic consensus in the Galápagos". Proceedings of the National Academy of Sciences. ج. 101 ع. 17: 6514–6519. DOI:10.1073/pnas.0400393101. {{استشهاد بدورية محكمة}}: الوسيط author-name-list parameters تكرر أكثر من مرة (مساعدة)
40. 1 2 3  Ciofi, Claudio; Wilson, Gregory A.; Beheregaray, Luciano B.; Marquez, Cruz; Gibbs, James P.; Tapia, Washington; Snell, Howard L.; Caccone, Adalgisa; Powell, Jeffrey R. (2006). "Phylogeographic history and gene flow among giant Galápagos tortoises on southern Isabela Island". Genetics. ج. 172 ع. 3: 1727–1744. DOI:10.1534/genetics.105.047860. PMC:1456292. PMID:16387883.{{استشهاد بدورية محكمة}}:  صيانة الاستشهاد: أسماء متعددة: قائمة المؤلفين (link)
41. 1 2 3 4  Pritchard 1996، صفحة 65
42. 1 2  Russello, Michael A.; Poulakakis, Nikos; Gibbs, James P.; Tapia, Washington; Benavides, Edgar; Powell, Jeffrey R.; Caccone, Adalgisa (2010). "DNA from the past informs ex situ conservation for the future: an extinct species of Galapagos tortoise identified in captivity". PLoS ONE. ج. 5 ع. 1: e8683. DOI:10.1371/journal.pone.0008683. PMC:2800188. PMID:20084268.{{استشهاد بدورية محكمة}}:  صيانة الاستشهاد: أسماء متعددة: قائمة المؤلفين (link) صيانة الاستشهاد: دوي مجاني غير معلم (link)
43. ↑  Garrick, Ryan; Benavides, Edgar; Russello, Michael A.; Gibbs, James P.; Poulakakis, Nikos; Dion, Kirstin B.; Hyseni, Chaz; Kajdacsi, Brittney; Márquez, Lady; Bahan, Sarah; Ciofi, Claudio; Tapia, Washington; Caccone, Adalgisa (2012). "Genetic rediscovery of an 'extinct' Galápagos giant tortoise species". Current Biology. ج. 22 ع. 1: R10–1. DOI:10.1016/j.cub.2011.12.004. PMID:22240469.{{استشهاد بدورية محكمة}}:  صيانة الاستشهاد: أسماء متعددة: قائمة المؤلفين (link)
44. ↑  Pak, Hasong; Zaneveld, J.R.V. (1973). "The Cromwell Current on the east side of the Galapagos Islands". Journal of Geophysical Research. ج. 78 ع. 33: 7845–7859. Bibcode:1973JGR....78.7845P. DOI:10.1029/JC078i033p07845.{{استشهاد بدورية محكمة}}:  صيانة الاستشهاد: أسماء متعددة: قائمة المؤلفين (link)
45. ↑  Nicholls 2006، صفحة 161
46. 1 2  Russello, Michael A.; Beheregaray, Luciano B.; Gibbs, James P.; Fritts, Thomas; Havill, Nathan; Powell, Jeffrey R.; Caccone, Adalgisa (2007). "Lonesome George is not alone among Galapagos tortoises". Current Biology. ج. 17 ع. 9: R317–R318. DOI:10.1016/j.cub.2007.03.002. PMID:17470342.{{استشهاد بدورية محكمة}}:  صيانة الاستشهاد: أسماء متعددة: قائمة المؤلفين (link)
47. ↑  Russello, Michael A.; Glaberman, Scott; Gibbs, James P.; Marquez, Cruz; Powell, Jeffrey R.; Caccone, Adalgisa (2005). "A cryptic taxon of Galapagos tortoise in conservation peril". Biological Letters. ج. 1 ع. 3: 287–290. DOI:10.1098/rsbl.2005.0317. مؤرشف من الأصل في 2017-09-22.{{استشهاد بدورية محكمة}}:  صيانة الاستشهاد: أسماء متعددة: قائمة المؤلفين (link)
48. 1 2 3  Chiari, Ylenia; Hyseni, Chaz; Fritts, Tom H.; Glaberman, Scott; Marquez, Cruz; Gibbs, James P.; Claude, Julien; Caccone, Adalgisa (2009). "Morphometrics Parallel Genetics in a Newly Discovered and Endangered Taxon of Galápagos Tortoise". PLoS ONE. ج. 4 ع. 7: e6272. DOI:10.1371/journal.pone.0006272. PMC:2707613. PMID:19609441.{{استشهاد بدورية محكمة}}:  صيانة الاستشهاد: أسماء متعددة: قائمة المؤلفين (link) صيانة الاستشهاد: دوي مجاني غير معلم (link)
49. ↑  Ciofi, Claudio; Milinkovitch, Michel C.; Gibbs, James P.; Caccone, Adalgisa; Powell, Jeffrey R. (2002). "Microsatellite analysis of genetic divergence among populations of giant Galápagos tortoises". Molecular Ecology. ج. 11 ع. 11: 2265–2283. DOI:10.1046/j.1365-294X.2002.01617.x. PMID:12406238.{{استشهاد بدورية محكمة}}:  صيانة الاستشهاد: أسماء متعددة: قائمة المؤلفين (link)
50. 1 2 3 4 5 6 7  Van Denburgh، J. (1914). "The gigantic land tortoises of the Galapagos archipelago". Proceedings of the California Academy of Sciences, Series 4. ج. 2 ع. 1: 203–374. مؤرشف من الأصل في 2019-12-17. اطلع عليه بتاريخ 2012-01-11.
51. 1 2 3 4  MacFarland، C.G. (1972). "Giant tortoises, goliaths of the Galapagos". National Geographic Magazine. ج. 142: 632–649.
52. ↑  de Berlanga, Tomás (1535). Letter to His Majesty ... describing his voyage from Panamá to Puerto Viejo (بالإسبانية). Madrid: Manuel G. Hernandez. Vol. 41. pp. 538–544. {{استشهاد بكتاب}}: |عمل= تُجوهل (help)
53. 1 2 3 4 5 6  Darwin 1839، صفحات 462–466
54. ↑  Ebersbach, V.K. (2001). Zur Biologie und Haltung der Aldabra-Riesenschildkröte (Geochelone gigantea) und der Galapagos-Riesenschildkröte (Geochelone elephantopus) in menschlicher Obhut unter besonderer Berücksichtigung der Fortpflanzun (PDF) (PhD thesis) (بالألمانية). Hannover: Tierärztliche Hochschule. Archived from the original on 2016-05-14.
55. 1 2 3  Fritts، T.H. (1983). "Morphometrics of Galapagos tortoises: evolutionary implications". في Bowman، I.R.؛ Berson، M.؛ Leviton، A.E (المحررون). Patterns of evolution in Galapagos organisms. San Francisco: American Association for the Advancement of Science. ص. 107–122. ISBN:0-934394-05-9.
56. ↑  Pritchard 1996، صفحة 18
57. ↑  Auffenberg، Walter (1971). "A new fossil tortoise, with remarks on the origin of South American testudinines". Copeia. ج. 1971 ع. 1: 106. DOI:10.2307/1441604. JSTOR:1441604. (الاشتراك مطلوب)
58. ↑  Dawson، E.Y. (1966). "Cacti in the Galápagos islands, with special reference to their relations with tortoises". في Bowman، R.I (المحرر). The Galápagos. Berkeley: University of California Press. ص. 209–214. مؤرشف من الأصل في 2020-03-13.
59. ↑  de Neira، Lynn E. Fowler (1984). "Emergence success of tortoise nests and the effect of feral burros on nest success on Volcán Alcedo, Galapagos". Copeia. ج. 1984 ع. 3: 702–707. DOI:10.2307/1445152. JSTOR:1445152. {{استشهاد بدورية محكمة}}: الوسيط author-name-list parameters تكرر أكثر من مرة (مساعدة)
60. 1 2 3 4  Fritts، Thomas H. (1984). "Evolutionary divergence of giant tortoises in Galapagos". Biological Journal of the Linnean Society. ج. 21 ع. 1–2: 165–176. DOI:10.1111/j.1095-8312.1984.tb02059.x.
61. 1 2 3  Schafer، Susan F. (1983). "Agonistic behavior of the Galapagos tortoise, Geochelone elephantopus, with emphasis on its relationship to saddle-backed shell shape". Herpetologica. ج. 39 ع. 4: 448–456. JSTOR:3892541. {{استشهاد بدورية محكمة}}: الوسيط author-name-list parameters تكرر أكثر من مرة (مساعدة)
62. ↑  Marlow، Ronald William (1981). "Biochemical relationships of the Galápagos giant tortoises (Geochelone elephantopus)". Journal of Zoology. ج. 195 ع. 3: 413–422. DOI:10.1111/j.1469-7998.1981.tb03474.x. {{استشهاد بدورية محكمة}}: الوسيط author-name-list parameters تكرر أكثر من مرة (مساعدة)
63. 1 2  Carpenter، Charles C. (1966). "Notes on the behavior and ecology of the Galapagos tortoise on Santa Cruz island". Proceedings of the Oklahoma Academy of Science. ج. 46: 28–32.
64. ↑  Jackson، M.H. (1993). Galápagos, a natural history. University of Calgary Press. ص. 107. ISBN:1-895176-07-7.
65. 1 2 3  Porter، David (1815). Journal of the cruise made to the Pacific Ocean by Captain Porter in the United States Frigate Essex in the years 1812, 1813, 1814. New York: Wiley & Halsted. ص. 151. مؤرشف من الأصل في 2020-03-13.
66. ↑  MacFarland، Craig G. (1974). "Cleaning symbiosis involving Galápagos tortoises and two species of Darwin's finches". Zeitschrift für Tierpsychologie. ج. 34 ع. 5: 464–483. DOI:10.1111/j.1439-0310.1974.tb01816.x. {{استشهاد بدورية محكمة}}: الوسيط author-name-list parameters تكرر أكثر من مرة (مساعدة)
67. ↑  Bonin، Franck (2006). Turtles of the world. Pritchard, Peter Charles Howard. Baltimore: Johns Hopkins University Press. ISBN:0-8018-8496-9. مؤرشف من الأصل في 2020-08-04. {{استشهاد بكتاب}}: الوسيط author-name-list parameters تكرر أكثر من مرة (مساعدة)
68. ↑  Hayes، Floyd E. (1988). "Defensive behavior in the Galapagos tortoise (Geochelone elephantopus), with comments on the evolution of insular gigantism". Herpetologica. ج. 44 ع. 1: 11–17. JSTOR:3892193. {{استشهاد بدورية محكمة}}: الوسيط author-name-list parameters تكرر أكثر من مرة (مساعدة)
69. ↑  Cioﬁ، Claudio (1995). "Environmental sex determination in reptiles". Applied Animal Behaviour Science. ج. 51 ع. 3: 251–265. DOI:10.1016/S0168-1591(96)01108-2. {{استشهاد بدورية محكمة}}: الوسيط author-name-list parameters تكرر أكثر من مرة (مساعدة)
70. 1 2 3  Cayot، L.J. (1994). Captive management and conservation of amphibians and reptiles. Ithaca: Society for the Study of Amphibians and Reptiles. ج. 11. ص. 297–305. ISBN:0-916984-33-8. {{استشهاد بكتاب}}: |صحيفة= تُجوهل (مساعدة)
71. ↑  "Galápagos tortoise Geochelone elephantophus". National Geographic Society. مؤرشف من الأصل في 2017-05-21. اطلع عليه بتاريخ 2012-01-12.
72. 1 2  "Giant tortoises of the Galápagos". American Museum of Natural History. مؤرشف من الأصل في 2011-12-21. اطلع عليه بتاريخ 2012-01-12.
73. ↑  Chambers، Paul (2004). "The origin of Harriet". New Scientist ع. 2464. مؤرشف من الأصل في 2015-06-21. اطلع عليه بتاريخ 2012-01-12. (الاشتراك مطلوب)
74. ↑  "Harriet the tortoise dies". ABC News Online. 23 يونيو 2006. مؤرشف من الأصل في 2006-06-24. اطلع عليه بتاريخ 2012-01-12.
75. ↑  Grant، K.T.؛ Estes، G.B. (2009). Darwin in Galapagos: footsteps to a new world. Princeton: Princeton University Press. ISBN:978-0-691-14210-4.
76. 1 2  Darwin، C.R. (1845). Journal of researches into the natural history and geology of the countries visited during the voyage of H.M.S. Beagle round the world, under the Command of Capt. Fitz Roy (ط. 2nd). London: John Murray. ص. 393–394. مؤرشف من الأصل في 2020-01-27.
77. ↑  Chambers 2004، صفحة 51
78. ↑  Nicholls 2006، صفحة 62
79. 1 2  Darwin 1839، صفحة 456
80. ↑  Keynes، R.D. (2001). Charles Darwin's Beagle diary. Cambridge: Cambridge University Press. ص. 362. ISBN:0-521-00317-2. مؤرشف من الأصل في 2020-03-13.
81. ↑  Chambers 2004، صفحة 41
82. ↑  Chambers 2004، صفحة 52
83. ↑  Günther 1877، صفحة 62 for example
84. ↑  Darwin، C.R. (1827; 1828–1829; 1837–1839). "Edinburgh notebook". CUL-DAR118: 99. مؤرشف من الأصل في 13 مارس 2020. {{استشهاد بدورية محكمة}}: الاستشهاد بدورية محكمة يطلب |دورية محكمة= (مساعدة) وتحقق من التاريخ في: |سنة= (مساعدة)
85. ↑  Chambers 2004، صفحة 47
86. ↑  Barlow، N. (1963). "Darwin's ornithological notes". Bulletin of the British Museum (Natural History). Historical Series. ج. 2 ع. 7: 262. مؤرشف من الأصل في 2020-03-13.
87. ↑  Darwin، C.R. (1837–1838). "Notebook B: [Transmutation of species]". ص. 7. مؤرشف من الأصل في 2013-06-14.
88. 1 2  "Reproduction, breeding, repatriation, and monitoring of tortoises". Galapagos National Park. 29 يونيو 2009. مؤرشف من الأصل في 2016-03-04. اطلع عليه بتاريخ 2010-09-04.
89. ↑  Footman، T. (2000). Guinness World Records 2001. Guinness Records. ص. 182. ISBN:0-85112-102-0. مؤرشف من الأصل في 2022-04-30.
90. 1 2  Townsend، Charles Haskins (1925). "The Galapagos tortoises in their relation to the whaling industry: a study of old logbooks". Zoologica. ج. 4: 55–135. مؤرشف من الأصل في 2019-06-16.
91. ↑  Dampier، William (2007) [1697]. "Chapter 5". A new voyage around the world. Dampier: Dover Publications. ISBN:978-1-933698-04-5. مؤرشف من الأصل في 30 أكتوبر 2012. اطلع عليه بتاريخ أغسطس 2020. {{استشهاد بكتاب}}: تحقق من التاريخ في: |تاريخ الوصول= (مساعدة)
92. ↑  Colnett، J. (1968) [1798]. A voyage to the south Atlantic. USA: Da Capo Press. ص. 158. مؤرشف من الأصل في 2016-11-26.
93. ↑  Darwin 1839، صفحة 459
94. ↑  Chambers 2004، صفحة 85
95. ↑  Chambers 2004، صفحة 94
96. ↑  Beck, RH. (1903). "In the home of the giant tortoise". 7th Annual Report of the New York Zoological Society. New York: 1–17.
97. ↑  Chambers 2004، صفحة 104
98. ↑  Hoeck، H.N. (1984). "Introduced fauna". في Perry، R (المحرر). Key environments. Galápagos. Pergamon Press. ص. 233–245. ISBN:0-08-027996-1.
99. ↑  Watkins، Graham (2007). "Galapagos at risk: a socioeconomic analysis" (PDF). Charles Darwin Foundation. مؤرشف من الأصل (PDF) في 2012-07-30. {{استشهاد ويب}}: الوسيط author-name-list parameters تكرر أكثر من مرة (مساعدة)
100. ↑  Ecuador (1959). (In Spanish). Decreto ley de emergencia, por el cual se declaran parques nacionales de reserva de exclusivo dominio del estado, para la preservación de la fauna y flora, todas las tierras que forman las islas del Archipiélago de Colón o Galápagos, Registro Oficial No. 873 (1959) Quito, 20 de Julio, 1959
101. ↑  Ecuador (1970). (In Spanish). Ley de Protección de la Fauna Silvestre y de los Recursos Ictiológicos, Registro Oficial No. 104 (1970) Quito, 20 de Noviembre 1970
102. ↑  United States 1969. Endangered Species Conservation Act. 83 Stat. 275; 16 USC 668 cc-1 to 668 cc-6 (1969)
103. ↑  Ecuador (1971). (In Spanish). Decreto Supremo No. 1306 (1971) Quito, 27 de Agosto 1971
104. ↑  Corley Smith، G.T. (1977). "The present status of the giant tortoise Geochelone elephantopus on the Galapagos islands". International Zoo Yearbook. ج. 17 ع. 1: 109–112. DOI:10.1111/j.1748-1090.1977.tb00877.x.
105. ↑  Caporaso، Fred (1991). "The Galápagos Tortoise Conservation Program: the Plight and Future for the Pinzón Island Tortoise". Proceedings of the first international symposium on turtles & tortoises: conservation and captive husbandry. Chapman University. ص. 113–116. مؤرشف من الأصل في 2016-08-16. اطلع عليه بتاريخ 2012-01-11.
106. ↑  Pritchard 1996، صفحة 59
107. ↑  Milinkovitch، Michel C. (2004). "Genetic analysis of a successful repatriation programme: giant Galapagos tortoises". Proceedings of the Royal Society of London B. ج. 271 ع. 1537: 341–345. DOI:10.1098/rspb.2003.2607. {{استشهاد بدورية محكمة}}: الوسيط author-name-list parameters تكرر أكثر من مرة (مساعدة)
108. 1 2  Carroll، R. (26 يونيو 2010). "Galápagos giant tortoise saved from extinction by breeding programme". The Observer. مؤرشف من الأصل في 2013-07-17. اطلع عليه بتاريخ 2012-01-11.
109. ↑  "Project Pinta: Restoration of Lonesome George's Birthplace". Galapagos Conservancy. مؤرشف من الأصل في 2020-03-25. اطلع عليه بتاريخ 2012-01-11.